# 3·1 운동
3·1 운동(三一運動)은 일제강점기의 조선인들이 일본 제국의 지배에 항거하여 한일병합조약의 무효와 한국의 독립 선언을 목적으로 1919년 3월 1일에 일어난 비폭력 만세 운동이다. 기미년에 일어났다 하여 기미독립운동(己未獨立運動), 줄여서 기미운동(己未運動)이라고도 부른다. 고종이 독살되었다는 소문이 퍼진 것을 계기로 고종의 장례가 있던 1919년 3월 1일에 맞추어 조선 전역에서 봉기하였다.
만세 운동을 주도한 인물들을 민족대표 33인이라고 부르며, 이외에 만세 성명서에 직접 서명하지는 않았으나 직접적, 간접적으로 만세 운동의 개최를 위해 준비한 이들까지 합쳐서 보통 민족대표 48인이라고도 부른다. 이들은 모두 만세 운동이 실패한 후에 구속되거나 재판정에 서게 된다. 약 3개월 가량의 시위가 발생하였으며, 조선총독부는 강경하게 진압했다.
조선총독부의 공식 기록에는 집회인 수가 106만여 명이고, 그 중 사망자가 900여 명, 구속된 자가 4만 7천여 명이었다. 한편 신복룡 교수나 일본의 야마기 겐타로 약 50만 명 정도가 3·1 운동에 참여하였다고 주장하고 있다. 1919년 3월 당시의 일제강점기 조선의 전체 인구는 1,678만 8천400명이었다. 학자들의 견해를 따르면 당시 조선 인구 중 2.76%에서 2.97%이 만세 운동에 참여하였다.
3.1 운동을 계기로 다음 달인 1919년 4월 11일 중국 상해에서 대한민국 임시정부가 수립되었다. 대한민국 제헌 헌법에서는 3.1 운동을 대한민국 건국의 기원으로 삼아 임시 정부의 법통을 계승한다는 것을 천명하였다. 한편 3.1 운동을 계기로 군사, 경찰에 의한 강경책을 펴던 조선총독부는 민족 분열책인 일명 문화 통치로 정책을 바꾸게 되었다.

## 배경

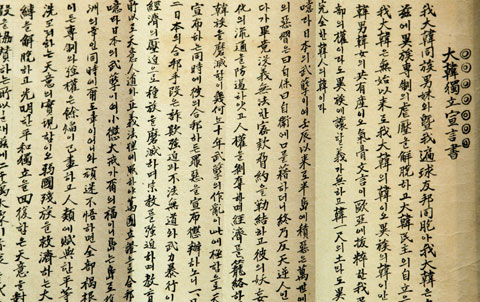
무오독립선언서 석판 인쇄본

데라우치 마사타케에서 육군대장 하세가와 요시미치(長谷川好道) 총독으로 계승된 무단 통치는 한국에 가혹한 탄압을 자행하였고, 한국의 독립운동 지도자들은 중국 · 만주 · 노령 · 미주 등 해외로 망명하여 독립운동을 전개하거나, 비밀결사를 조직하여 지하로 숨어 기회를 기다리게 되었다.
이런 가운데 제1차 세계대전이 끝나고 파리강화회담에서 미국 대통령 우드로 윌슨이 제안한 14개조의 전후처리 원칙 중에 '각 민족의 운명은 그 민족이 스스로 결정하게 하자'라는 소위 민족자결주의가 알려지면서 조선의 독립 운동가들 사이에 희망의 분위기가 일어났다. 일부 독립 운동가들은 1918년 말부터 치밀하게 사전 계획을 세우고 있었고 파리 강화회의에 우리의 목소리를 알리기 위해서는 누군가 소요사태를 일으켜야 한다는 김규식의 발언과 1919년 초 갑작스럽게 사망한 고종 황제의 죽음 등 여러 가지 요인이 복합적으로 나타나면서 절묘하게 기회를 포착하였다.
당시 중국에 유학중이던 여운형과 신규식 등은 이 선언과 뒤이은 파리 강화 회의가 조선 독립의 달성 여부를 떠나서 앞으로 조선의 미래를 결정짓는 중요한 사건이 될 것이라고 판단하고 신한청년당이라는 단체를 문서상으로 조직해 파리 강화 회의에 불어를 잘하는 김규식을 파견하고, 조선쪽에는 일본어에 유능한 장덕수를 파견한다. 이러한 소식은 조선 안팎의 독립운동가들을 상당히 고문하는 소식이었다.
그리고 여운형 자신은 중국 길림 성으로 가서 활동하여 무오독립선언의 촉매역할을 했다. 만주 지린(간도)에 있는 독립운동가 김약연등과 만나서 파리강화회의와 민족자결주의 원칙등 상황을 설명하였고, 이는 무오 독립선언에 영향을 주었다.
1919년 출국 전 김규식은 상하이의 신한청년당 당원들에게 다음과 같이 독립 시위의 주문을 하였다. 김규식의 독립 시위 주문은 3·1운동이 벌어지는 계기가 되었다.
파리에 파견되더라도 서구인들이 내가 누군지 알리가 없다. 일제의 학정을 폭로하고 선전하기 위해서는 누군가 국내에서 독립을 선언해야 된다. 파견되는 사람은 희생당하겠지만 국내에서 무슨 사건이 발생해야 내가 맡은 사명이 잘 수행될 것이다.

또한 때마침 발생한 고종의 갑작스러운 죽음 역시 일본인들이 고종을 독살하였다는 이야기가 나돌아 절묘하게 만세시위 확산에 기여하였다. 윤치호는 자신의 일기에 고종의 죽음 역시 국민적 감정을 자극해서 만세시위가 확산되는 계기를 마련했다고 기록하고 있다.
고종황제가 이 왕세자와 나시모토 공주의 결혼식을 꼭 나흘 앞두고 승하하는 바람에, 스스로 목숨을 끊은 것이라는 소문이 나돌고 있다. 정말이지 얼토당토 않은 얘기다. 예전에 이미 굴욕을 감수한 고종황제가 이제 와서 하찮은 일에 억장이 무너져 자살했다는 게 말이 되나? 더구나 어린 왕세자와 일본 공주의 결혼이야말로 왕실의 입장에서는 경사스런 일이 아닌가? 이 결혼을 통해서 두 왕실 간의 우호관계가 증진될 것이고, 왕세자는 조선의 어떤 여성보다도 더 우아하고 재기 넘치는 신부를 맞이하게 되는 거니까 말이다. 만약에 고종황제가 병합 이전에 승하했더라면, 조선인들의 무관심 속에 저세상으로 갔을 것이다. 그런데 지금 조선인들은 복받치는 설움을 이기지 못하고 옷소매를 적셔가면서 고종황제를 위해 폭동을 일으키려 하고 있다.— 윤치호 일기, 1919년 1월 26일 일요일

## 경과

### 계획
1910년 국권 상실 이래 기회만을 찾고 있던 일부 민족지도자들은, 윌슨의 민족자결주의 원칙 발표, 재일 유학생의 2 · 8독립선언, 고종황제의 붕어 등이 한데 겹쳐 민족적 항일의식이 고조되자, 이때가 한국 민족의 독립을 꾀할 가장 좋은 기회라고 판단하고, 거족적인 3 · 1독립만세운동을 본격적으로 계획하였다. 처음에는 비교적 활동이 자유로웠던 종교단체와 교육기관에서 각각 독립만세운동의 추진계획을 세웠지만, 나중에는 거족적이고 일원화된 독립만세운동을 위해 서로 통합하게 되었다.
민족종교인 천도교의 대표인 손병희 등에 의해 주도되었으며, 천도교인, 기독교인, 불교도인이 모두 함께 대표로 참여하였다. 최남선이 〈독립선언서〉를 기초하였으나, 만해 한용운이 보고는 너무 어려운 한문투인 데다가 내용이 온건하다 하여 다시 쓰기를 자청했으나 받아들여지지 않았다.
천도교와 기독교 인사들의 연합으로 만세 시위 계획과 장소가 결정되었다. 불교계의 대표로는 한용운 등이 참여하였다. 최남선의 초안에 춘원 이광수가 교정을 보고 만해 한용운이 공약 3장을 덧붙였다.
한편 윤치호는 독립운동가들로부터 국민대표로 서명을 권유받았으나 거절했고, 이는 실망한 일부 학생들로부터 비판을 받게 된다. 그는 이 민족적인 거사를 순진한 애국심에 기초한 민족주의자들의 무모한 행동으로 파악했다.
준비 과정에 일어난 신철에 관한 일화가 있다. 1919년 2월 하순 천도교에서 운영하는 인쇄소 보성사(普成社)를 급습한 종로경찰서 고등계 형사인 신철(申哲: 일명 申勝熙)은 보성사 사장 이종일이 보는 앞에서 윤전기를 멈추고 〈독립선언서〉를 빼내어 보았으나 그냥 돌아갔다. 이종일이 최린에게 보고하자 최린이 신철을 저녁 식사에 초대하여 돈을 주며 만주로 떠나라고 권고했다고 한다. 일본 측 기록에는 신철이 그 돈을 받았다고 되어 있고, 한국 측 기록에는 그가 돈을 받지 않았다고 한다. 이 때문에 3월 3일로 예정된 거사를 3월 1일로 앞당겼다.
2월 28일경 손병희의 집에 모여 ‘유혈 충돌을 피하기 위해’ 약속 장소인 탑골 공원에 나가지 않기로 결정하였고, 민족대표가 모일 장소는 태화관(泰和館)으로 바뀐다.

### 독립선언서 낭독

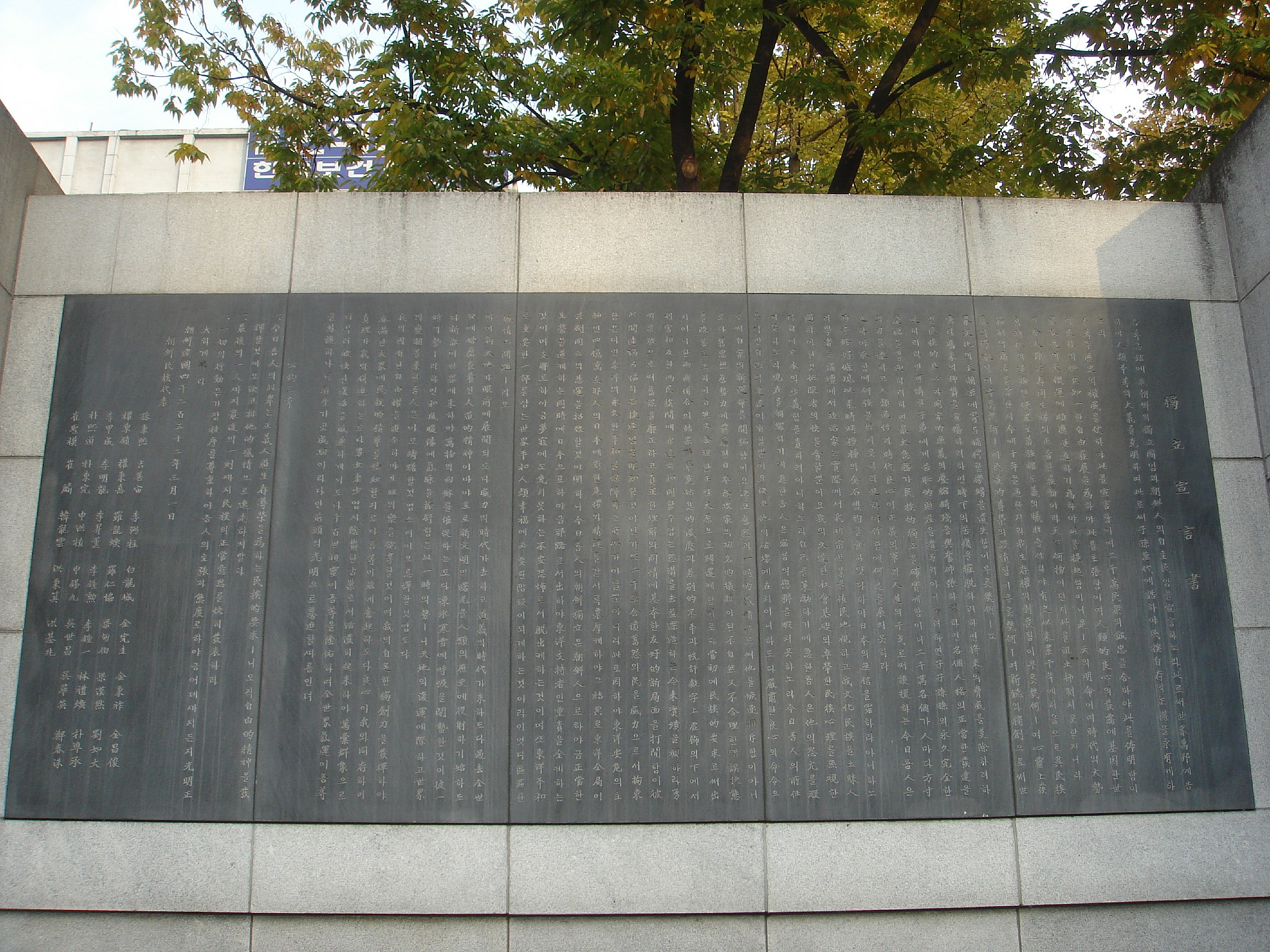
탑골공원에 설치된 3·1운동 기념비

1919년 3월 1일 오후 2시에 모이기로 했던 조선의 민족대표 33인은 늦게 온 사람이 있어 오후 3시가 되어서야 길선주, 유여대, 김병조, 정춘수를 제외한 29인이 모였다. 그들은 태화관(서울시 종로구 인사동 소재)에서 조선이 독립국임을 선언하였고, 모든 행사가 끝난 때가 오후 4시 무렵이었다. 그들은 총독부 정무총감 야마가타 이자부로에게 전화를 걸어 독립선언 사실을 알렸는데, 이는 자신들이 태화관에 모여있으니 연행해 가라는 뜻이었다. 60여 명의 헌병과 순사들이 태화관에 들어닥쳐 민족대표를 남산 경무총감부와 지금의 중부경찰서로 연행하였다. 저녁무렵에 길선주 등 태화당에 도착하지 못한 나머지 4인도 경찰에 자진 출두했다.
| “ | 1. 우리는 오늘 조선이 독립한 나라이며, 조선인이 이 나라의 주인임을 선언한다. 우리는 이를 세계 모든 나라에 알려 인류가 모두 평등하다는 큰 뜻을 분명히 하고, 우리 후손이 민족 스스로 살아갈 정당한 권리를 영원히 누리게 할 것이다. 2. 이 선언은 오천 년 동안 이어 온 우리 역사의 힘으로 하는 것이며, 이천만 민중의 정성을 모은 것이다. 우리 민족이 영원히 자유롭게 발전하려는 것이며, 인류가 양심에 따라 만들어가는 세계 변화의 큰 흐름에 발맞추려는 것이다. 이것은 하늘의 뜻이고 시대의 흐름이며, 전 인류가 함께 살아갈 정당한 권리에서 나온 것이다. 이 세상 어떤 것도 우리 독립을 가로막지 못한다. | ” |
|   | — 3.1독립선언서 처음 부분 (현대어역) |   |

### 만세 운동
한편 오후 2시에 태화관과 300미터 떨어진 원래 약속 장소였던 탑골공원에서는 학생들이 모여들었다. 민족대표 33인이 보이지 않아 한동안 당황하였으나 경신학교 출신 정재용이 팔각정에 올라가 독립선언서를 낭독했다. 오후 3시경에 보성법률상업보통학교 학생 강기덕, 연희전문학교의 김원벽 그리고 한위건이 민족대표의 소재를 찾아 나섰다.
거사시간에 기약하지 않고 모인 학생이 천여명이었고 정재용이 독립선언서를 낭독하자 만세소리가 울려퍼지고, 자그마한 태극기와 선언서가 하늘에서 내리는 꽃비처럼 쏟아졌다. 모인 사람들은 모자를 벗어 허공에 던지며 미친 듯이 기뻐하였다. 이 때, 성안과 지방의 백성들도 합세하여 수십만의 군중이 참여하였다. 시위 군중은 두 갈래로 나뉘어 행진을 하였는데, 한 갈래는 종로 보신각을 지나 남대문 쪽으로 향하고, 한 갈래는 매일신보사 옆을 지나 대한문을 향하였다. 대한문에 이르른 군중을 이끌던 사람이 덕수궁의 혼전에 나아가 세 번 절하고 계속 만세를 불렀다. 시위행진은 서울을 8개구로 나누어 길을 가면서 독립선언서를 나눠주고 "일본군과 일본인은 일본으로 돌아가라", "조선독립만세", "조선 독립정부를 수립하라"는 구호를 외쳤다. 그리고 계속 진행하여 서대문을 돌아 태평로를 지나 미국 영사관에 이르렀다. 이때 어느 학생이 태극기를 높이 들고 손가락을 깨물어 피로써 '대한독립' 4자를 써서 앞에 들고 군중을 인도하니 미국영사는 문을 열어 환영하고 깊은 동의를 표했다. 한 사람이 일어나 뜨거운 눈물을 흘리면서 독립의 주지를 연설하고, 종로에 이르러 다시 연설을 벌이자 일본 헌병과 기마병들은 칼을 휘두르며 해산시키려 하였으나 군중들은 태연자약한 태도로 물러가지 않다가 6시가 되어서 자진해산하였다. 다음날 총독부는 독립단을 수색하고 체포하여 투옥하였는데 그 숫자가 1만여명에 이르렀다.

### 결과

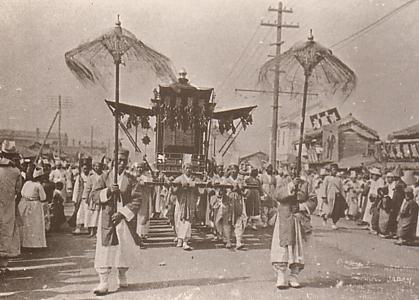
대한제국 고종의 장례 행렬 - 고종의 독살설로 일본식민지배의 반대 여론이 높았다.

만주 지린에서 망명한 독립운동가들이 1919년 2월 1일 무오 독립선언을 통하여 조선의 독립을 주장하였고, 조선 재일 유학생을 중심으로한 2·8 독립선언의 영향을 받은 삼일운동은 고종의 독살설로 인하여 일본의 부당한 조선 점령과 폭력에 의한 통치에 대하여 많은 사람들이 반감을 갖게 되어 큰 호응을 얻을 수 있었다. 이 시위는 순수한 평화적 시위였으나 일본군 은 이를 무력으로 진압함으로써 폭력화되었다.

## 관련 인물 및 단체

### 민족대표 33인 또는 민족대표 48인
3.1 만세 운동의 첫 날 경성부 태화관에서 독립선언서를 낭독한 민족 대표자 33인을 말한다. 여기에 박인호, 김홍규, 노헌용, 이경섭(이상 천도교), 김도태, 안세환, 함태영, 김원벽, 김세환(이상 기독교), 임규, 송진우, 현상윤, 최남선, 강기덕, 정노식, 김지환, 한병익 등을 합쳐 민족대표 48인으로 보기도 한다.
그밖에 3.1 운동 당시 참상을 사진으로 촬영, 미국과 캐나다, 영국 등에 알린 스코필드 역시 별도의 조선인 민족대표자로 보기도 한다.

### 기타 관련 인물 및 단체
- 신한청년당 - 김규식을 파리강화회의에 파견
- 유관순 - 천안 아우내 장터 만세 운동
- 김규식 - 신한청년당 대표로 파리강화회의에 파견, 국내에서 사건이 발생해야 조선인의 운동을 홍보한다고 주장, 만세운동의 빌미를 제공
- 김순애 - 신한청년당 비밀연락원, 파리강화회의 파견 소식을 국내에 전달
- 여운형 - 신한청년당 당수, 신한청년단을 조직
- 우드로 윌슨 - 미국 대통령
- 김향화 - 수원에서 만세운동을 주도한 기생
- 정칠성 - 경성에서 만세운동을 주도한 기생
- 신익희 - 윤치영, 이광수 등과 2.8 독립선언을 주도
- 신태윤 - 유관순과 함께 아우내 장터 만세 운동을 조직하고 만세 운동, 천안경찰서 헌병대에 투옥, 고문, 태형 처분
- 윤치영
- 이광수
- 조병옥 - 천안 아우내 장터 만세 운동 관련
- 박헌영
- 임영신 - 당시 공주, 천안읍내에서 만세운동을 주도한 여교사
- 허정숙
- 상하이 임시정부 - 만세의 영향으로 파생된 망명 정부
- 한성 임시정부

### 기타
- 무오 독립선언 - 1919년 2월 1일, 중국 동북부 길림성에서 조소앙, 신채호 선생 등 만주와 러시아지역의 항일 독립운동지도자 39명이 제1차 세계대전 종전에 맞추어 조국독립을 요구한 독립선언서이다. 다음달 3월 1일 서울에서 이루어진 3·1 독립선언의 도화선이 되었다.
- 신한청년당 - 2·8 독립 선언에 직간접적 영향을 주었다. 또한, 파리강화회의 파견을 주도하였다.

기미독립선언서는 1919년 3월 1일 3·1 운동에 맞추어 민족대표 33인이 당시 일제 강점 하에 있던 조선의 독립을 국내외에 선언한 글이다.

### 3.1 운동의 참여 인원
1919년 3월 3일 고종의 장례식에 참석하기 위해 전국의 사람들이 서울로 모여들었고, 이들 중의 많은 수가 시위운동에 참가하였다.
일본인 학자 야마베 겐타로에 의하면 운동의 참여자는 50만 명 이상이라고 추정한다. 야마베 겐타로에 의하면 전국에서 고종의 장례를 위해 50만명의 사람들이 서울에 모여있었는데 이들은 대부분 시위운동에 참여하여 삼일운동의 참여자는 50만 명 이상이라고 추정한다. 한국의 학자 신복룡은 46만 명 정도로 파악하였다.
3.1 운동의 비폭력 항쟁 중에서도 3월 1일부터 4월 30일까지 만세를 부른 사람의 수효는 46만 3086명 정도였다. 이는 1919년 3월 당시 전체 인구 1,678만 8천400명 중 2.76%에 해당되는 인원이었다. 조선총독부의 공식 집계에 따르면, 106만 명이 참가하여 진압 과정에서 553명이 사망, 12,000명이 체포되었다

## 전국적인 시위와 폭력 진압

2월 28일 고종국장 예행연습을 지켜보는 모습이다

천안 아우내장터에서 시작되어 불과 수개월 만에 전국으로 퍼져나갔으며, 일본과 연해주 등 해외에서도 벌어져 1년여 동안이나 지속되었다. 임종국의 《실록 친일파》에 따르면, 3월 1일부터 4월 30일까지 60일 동안 1214회의 만세 운동이 벌어졌다고 한다.
독립선언서가 본래 낭독되기로 예정되어 있던 서울 탑골공원에서부터 만세 시위가 발생하였다.
몇십 만명이 동시에 태극기를 흔들며 만세를 외치고, 빠른속도로 전국적으로 퍼져나갔다.
이에 당황한 일본군들은 진압하다 못해 폭력을 휘두르게 되고, 그에 더 자극 받은 한국인들의 운동이 그 규모를 더하였다.

### 천안 아우내 만세운동
- 일시: 1919년 4월 1일(음력 3월 1일)
- 장소: 천안 아우내 장터
- 경과: 천안 아우내 만세운동은 천안 병천 시장에 있던 3천여 명의 군중이 독립만세를 부른 사건으로 일본 경찰과 헌병은 총검을 이용하여 강력한 진압을 하여 많은 사상자가 발생하였다. 성공회 병천교회에서 운영하던 진명학교[15] 교사 김구응이 지역 유지들과 젊은 청년, 학생들과 함께 참여하였다.비보를 듣고 온 그의 모친 최씨가 자식의 시신을 안고 통곡하자 노모마저 창과 칼로 찔러 살해하였다. 일본의 강제 진압으로 현장에서 죽은 사람은 19명이며, 유관순을 포함한 많은 참가자들이 부상, 투옥등의 어려움을 겪었다.

### 평남 강서군 사천장터 시위
- 일시: 1919년 3월 4일[16][17]
- 장소: 평안남도 대동군, 강서군
- 경과: 3월 4일 대동군 금제면 원장리에서 약 3천여 명의 군중이 모여 강서군 반석면 상사리의 사천시장 방면으로 시위 행진을 벌였다. 이때 사천시장 부근에 있던 사천헌병대에 이 지역에서 만세 시위를 조직하던 기독교 계열의 인사들이 사전 적발되어 구금되어 있던 상태였기 때문이다. 사천헌병주재소의 일본인 소장 사토 지쓰고로(일본어: 佐藤實五郞)와 조선인 헌병보조원 강병일, 김성규, 박요섭 등은 미리 매복해 있다가 행진하는 시위대에게 무차별 총격을 가하여 시위 참가자 수십명을 살상했다. 이들은 돌을 던지며 맞선 시위대에게 그 자리에서 함께 살해당했다.[18] 이 사건은 3·1 운동 최초의 사망자가 3월 1일 평안북도 선천과 안주에서 발생한 이래 가장 규모가 큰 유혈 사태였다.
- 관련자: 조진탁 (사형), 고지형, 지석용 등

### 삼진 의거
- 일시: 1919년 3월 28일, 4월 3일[19]
- 장소: 경상남도 창원
- 경과: 제1차와 제2차 두 차례에 걸쳐 전개된 삼진의거는 창원 일대의 연합 대시위였다. 서울에서 시위에 참가한 뒤 연고지에 돌아온 변상태가 진전, 진북, 진동면의 3개면에서 동조하는 인사들을 모아 모의했다. 단일 시위로는 마산 지역에서 가장 격렬한 시위였으며, 전국적으로도 규모가 큰 연합시위로 기록되었다. 제1차 삼진 의거에서 검거를 피한 주모자들이 태극기를 제작해 제2차 삼진 의거(4·3 삼진의거)를 재차 계획했으며, 진북면 지산교 부근에서 약 3천여 명의 비무장 시위대가 일본 헌병대와 유혈 충돌하여 5명이 즉사하고 11명이 부상당하는 피해를 입었다.
- 관련자: 변상태, 변갑섭(사살), 변상복(사살) 등

### 제암리 학살 사건
- 일시: 1919년 4월 15일
- 장소: 경기도 수원군(현 화성시) 향남면 제암리
- 경과: 3월 말 또는 4월 초에 수원 향남면 제암리(지금의 화성시 향남읍 제암리)에서 장날을 틈타 만세 운동이 일어났다. 이를 무력으로 진압하던 일본 육군이 4월 15일 제암리의 제암리교회에 성인 남자들을 모아놓고 불을 질러 수십 명의 사상자가 발생했다.

### 곽산 학살 사건
- 일시: 1919년 3월 6일
- 장소: 평안북도 정주군 곽산
- 경과: 곽산 그리스도교회를 중심으로 봉기하여 점차 수천명이 시위에 동참하자, 일제는 독립운동가 박지협(朴志協)을 주동 혐의로 체포 직후 타살(打殺)하고, 체포한 시위군중 100여명 중 50여명이 잔인한 고문으로 사망했다. 일제는 시위 진압 과정에서 군중에 대해 무차별 총격을 가했으며, 광견(狂犬)을 죽이는 데 사용하던 쇠갈고리로 시위군중 수천명을 참살했다. 일명 곽산의 참살(郭山一慘殺)이라고도 불린다.
- 관련자:박지협(타살)

### 사천 학살 사건
- 일시: 1919년 3월 3일
- 장소: 평안남도 사천
- 경과: 개신교 목사 한예헌(韓禮憲)과 천도교 교구장(敎區長) 이진식(李鎭植), 최승택(崔承澤), 김병주(金炳疇) 등의 주도로 만세 운동이 일어나자 일본 헌병대는 시위 군중에 대한 무차별 총격으로 73명을 학살했다. 그러나 시위군중은 학살에도 불구하고 시위를 계속하여 헌병 주재소에 불을 지르고 헌병 2명을 타살(打殺)했다.
- 관련자: 한예헌(韓禮憲), 이진식(李鎭植), 최승택(崔承澤), 김병주(金炳疇) 등

### 화수리 학살 사건
- 일시: 1919년 4월 11일
- 장소: 경기도 수원군 우정면 화수리
- 경과: 4월 3일 시위군중이 화수리 주재소에 불을 지르고 시위대에 총격을 가한 일본 순사 1명을 타살하자 11일 새벽에 헌병과 경찰을 동원해 민가에 불을 지르고 뛰쳐나오는 사람을 총으로 쏘거나 칼로 찔러 마을 주민 수십여명을 학살했다. 40가구가 모여살던 화수리는 사건 이후 모두 불타 18가구만 남았으며, 사건 이전까지는 비교적 부촌(富村)이었으나 이후 아사자(餓死者)가 속출했다.

### 맹산 학살 사건
평안남도 맹산에서 천도교인과 기독교인이 만세시위를 벌였는데, 사건 며칠 후 일본군이 기독교인 지도자 한사람을 체포하여 헌병분견소에 가두고 고문을 하자 군중들이 몰려와 지도자의 석방을 요구하자 일본 헌병이 이들을 분견소 안마당에 끌어들인 뒤 문을 잠그고 60여명을 총살한 사건이다.

### 대구 학살 사건
대구에서 2만 3천 명이 시위를 벌여 일본군에게 113명이 총살되었고, 87명이 부상당하였다. 김용해의 아버지가 이 시위의 주모자로 독립선언을 낭독했는데, 김용해는 체포하러온 일본군과 맨손으로 대항하다가 칼에 맞아 중상을 입었으며, 부자가 투옥되어 며칠 후 사망하였다.

### 합천 학살 사건
3월 16일 경남 합천군 야로면에서 주민들과 해인사의 승려들이 모여 시위를 벌였는데, 그 참가자가 1만여명에 이르렀다.
3월 18일 합천군 강양면의 시장에서 시위가 있었다. 일본 군인과 경찰이 쇠몽둥이나 장검으로 해산시키려 했으나 어려워지자 발포하여 3명이 죽고 다수가 부상당했다. 3월 19일에는 합천군 대정면에서 지역 유지와 노동자들이 고현시장에 모여 독립을 선언하고 만세 시위를 벌여 주모자 5명이 체포되어 진주로 압송되었다. 3월 22일에는 상백,백산,가회,삼가 등 다섯 면의 주민 3만여 명이 모여 만세 시위를 벌였다. 질서있는 평화시위를 벌였음에도 일본군이 무차별 발포하여 42명이 사망하고 100여 명이 큰 부상을 입었다. 같은 날 초계면에서도 유림과 학생의 주도로 8천여명이 모여 만세 시위를 벌이자 역시 일본군이 발포하여 5명이 죽고 수십명의 부상자를 냈다.

### 전북 남원 학살 사건
남원군 덕과면장이었던 이석기가 관청 행사였던 식수 기념식이 예정되어 있던 4월 3일을 기해 만세 시위를 벌이기로 계획하고 19개 면에 격문과 참가 취지서를 보냈다. 나무 심기를 핑계로 군중 800여명을 모아 식수기념식이 끝나자 19개 면장 등이 만세를 선창하고 군중들이 호응하여 남원-전주 간 도로를 행진하며 시위를 벌였다. 시위 소식은 곧 남원군 전체에 퍼졌으며, 다음날인 남원읍 장날에 장터에서 또다시 만세 시위가 벌어졌다. 장날 오후에는 광한루 앞 광장에서 군중 1000여명이 모여 시위를 벌이자 수천여명의 주민들이 다시 합세해 대규모 시위가 벌어져 읍내 전체가 시위 군중으로 가득했다. 일본군은 시위대에 총격을 가해 이 과정에서 방진형(房鎭炯), 방명숙(房明淑) 등 8명이 현장에서 즉사하고 10여 명이 중상을 입었으며, 황일환(黃日換), 이성기(李成器), 형갑수(邢甲洙) 등 20여명이 체포되었다.

### 익산 이리장날 만세운동
기독교인이었던 군산 영명학교 교사 문용기가 1919년 4월 4일 이리 장날을 이용하여 일어난 독립운동을 주동하였다. 당시 일본군 보병중대가 주둔하여 검문검색이 심해서 어려운 형편이었지만, 그는 박도현과 장경춘등 기독교 계통의 인사들과 몰래 만나 4월 4일 장날에 거사하기로 하였다. 12시쯤 이리 장터에는 기독교인 등 300여 군중이 모였다. 만세운동에 참여한 군중들은 문용기의 지휘에 의해 독립선언서를 나누어 가지고 태극기를 휘날리며 대열을 지어 시가를 행진하였다. 군중의 수가 점차 늘어 1천여 명이 되고, 그에 따라 기세가 오르자 일본 헌병대가 출동하여 이를 제지하였다. 일제는 이에 소방대와 일본인 농장원 수백명을 동원하여 창검과 총·곤봉·쇠갈고리를 휘두르며 무력으로 진압했다. 시위 군중이 이에 대항하여 계속 만세운동을 진행하자 급기야는 무차별 사격을 감행하여 사상자가 속출했다.
이 때 문용기가 오른손에 태극기를 들고 군중의 앞으로 나아가 독립운동의 정당성과 일제의 만행을 규탄하는 연설을 하였다. 그러자 일본 헌병이 칼을 휘둘러 그의 오른팔을 베어 태극기와 함께 땅에 떨어뜨렸다. 그는 쓰러지지 않고 다시 왼손으로 태극기를 들고 만세를 외치며 전진하자 이번에는 왼팔마저 베어버리니 그는 두 팔을 잃은 몸으로 뛰어가며 계속 만세를 외쳤다. 이에 격분한 일본 헌병은 끝내 추격하여 사정없이 난자하였고, 그는 목숨이 끊어지는 순간까지 독립만세를 외치다가 끝내 순국하였다.

### 군산 3·5 만세운동
전북 군산에서 영명학교 졸업생 김병수가 1919년 2월 26일 민족대표 33인중 한명이던 이갑성과 접촉하여 독립선언서 200여장을 건네받고 만세운동을 주도하여 영명학교, 멜본딘여학교(현 군산영광여중·고교), 구암교회 교인, 시민 등 500여명이 3월 5일 시위에 참가하였다. 윌리엄 린튼은 군산의 만세운동을 지도하였는데, 시위는 이후에도 28차례에 걸쳐 계속되어 시민 3만여명이 시위에 참가하였다. 시위 당시 일제의 폭력진압으로 인해 53명이 사망하고, 72명이 실종되었으며, 195명이 부상을 당해 만세운동으로 인한 사상자로서는 전라북도 내에서 가장 많은 규모였다. 이는 3·1운동 이후 한강 이남 지역에서 최초로 벌어진 만세운동으로 그 의미가 크다.

### 만주 용정 만세운동
만주 지역에서의 대표적인 만세시위는 3월 13일 용정에서 3만여 명이 참가한 시위였다. 이들은 독립선언서를 낭독하고 독립만세를 외쳤는데, 시가행진을 하자 중국군대가 시위대를 향하여 발포하여 사상자가 발생하였다. 일제는 3·1 운동의 영향을 차단하기 위하여 심양에서 조선인회를 열었다. 조선인회에 참석한 한국인들은 일본인과의 차별 철폐를 요구하였다.

## 피해 규모
운동의 참여 인원에 대하여 역사학자들 사이에서 의견은 차이가 있다.
일본인 학자 야마베 겐타로에 의하면 운동의 참여자는 50만 명 이상이라고 추정한다. 한국의 학자 신복룡은 46만 명 정도로 파악하였다. 3월 1일부터 4월 30일까지 만세를 부른 사람의 수효는 46만 3086명 정도였다. 그런데 역사학연구소의 《함께 보는 한국근현대사》(서해문집, 2004)와 한영우의 《다시찾는 우리역사》(경세원, 2002년)에서는 참여 인원 2백만여 명, 전국의 만세 시위 건수 1,542 회, 사망 7,509 명, 부상 15,961 명, 체포 46,948 명의 규모로 서술한다. 참여 인원에 대하여 이렇게 큰 차이가 나는 이유는 전거로 삼은 사료에서 비롯한다. 역사학연구소나 한영우 등은 그 출처를 밝히지는 않았지만, 대체로 박은식의 《한국독립운동지혈사》에 실린 통계를 전거로 삼았다. 많은 한국의 교과용 도서에서도 대체로 이 통계를 활용한다.
그런데 3·1 운동을 진압하였던 조선총독부 쪽의 통계는 이와 크게 차이 난다. 조선총독부는 당시 조선헌병대사령부와 총독부 경무총감부의 보고서를 바탕으로 《조선소요사건일람표》(朝鮮騷擾事件一覽表)를 작성하여 3월 1일에서 4월 말까지의 상황을 10일 단위로 정리하였다. 이를 합산하면 4월말까지 조선인 시위 참여자는 58만 7,641명(50명 이하 참여자의 경우는 제외), 검거자 26,713명(당일 13,517명, 추가 검거 13,196명), 시위 참가자의 사망 553명, 부상 1,409명이라고 집계되어 있다. 또한 일본군과 헌병, 경찰의 경우 사망 9명, 부상 156명으로 집계하였다. 한편, 조선헌병사령부가 발간한 《소요사건 검거건수 조사표》(騷擾事件 檢擧件數 調査表, 1919.4.21-1919.4.30)에서는 총 검거 건수를 26,713 명으로 집계하였다.
박은식의 통계는 3월에서 5월까지의 상황을 정리한 것이고 조선총독부의 것은 4월 말까지를 정리한 것이어서 단순한 비교는 어렵다. 많은 사람들이 참여하여 장렬하게 투쟁하고 과정에서 가혹한 탄압받았음을 기억하려는 독립운동 진영과 그들의 통치에 저항한 사람이 적었으며 탄압 또한 질서유지를 위한 정도였음을 강변하기 위한 통치자측의 의도가 일정하게 반영된 수치라고도 할 수 있다. 그러나 어느쪽 통계를 보아도 3·1 운동은 일제 강점 이후 유래가 없는 규모의 독립 운동이었다.

## 만세 운동 자제 활동

3.1운동 당시 시위대에 대응하기 위해 도열해 있는 일본 군경

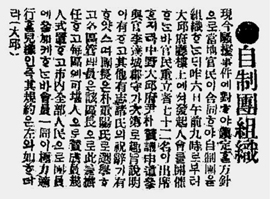
3.1운동 진압 자제단 발족 신문 기사

3·1 만세 운동이 전국으로 확산되는 과정에서 폭력의 조짐이 보이자 박중양은 4월 6일 대구에서 자제 내지는 진압, 시위 참여자를 설득, 귀가시키기 위해 자제단을 조직하였다. '자제단 발기인회'가 조직될 때 그는 자제단 본부를 구성하고 단장이 되었고, 대구 자제단 본부장도 겸임하였다. 대구부청 앞에서 조직된 자제단 조직 성명서에서 박중양은 자제단 결성 취지에 대해 자제단은 '경거망동으로 인하여 국민의 품위를 손상케 하는 일이 없도록 상호 자제케 함'을 목적으로 한다면서, '소요(3·1 운동)를 진압하고 불령한 무리를 배제'하는 것임을 천명하였다.
이후 경북도 참여관 신석린이 주동이 되어 안동, 성주, 군위, 김천 등지에 자제단 지부가 조직되었다. 5월에는 경상남도에도 부산, 밀양, 창원, 사천, 통영 등지에 자제단이 구성되었으며, 6월에는 청주, 충주, 천안, 아산, 제천, 청주 등지에 자제단 지부가 결성되고 6월 27일 옥천군 옥천면에서 정석용에 의해 옥천 자제단이 조직되었다.
이들 자제단은 12월까지 각지에서 3.1 운동 참가자들에게 무력 시위를 자제하고 집으로 돌아갈 것을 설득, 호소하거나 만세 운동을 해산하는 등의 활동을 하였다.

## 반응 및 파급 효과
만세 열기는 5월까지 계속되었다. 5월 31일 윤치호는 7,8명의 젊은이가 종각 역 근처에서 태극기를 들고 만세를 외치는 것을 목격했다. 일본 헌병이 들이닥치자 그 중 한명이 주머니칼로 자신의 목을 그었다. 이를 지켜본 윤치호는 그 젊은이들을 안타까워하면서도 자신이 옳다고 확신하는 것을 지키기 위해 '눈을 뜨고 지옥으로 뛰어들수 있는 그 용기에 감격'하였다. 그러나 이런 행동만으로는 독립을 달성할 수 없다고 판단했다. 그러면서도 윤치호는 3.1 운동이 국내외에 한국인에 대한 시각을 개선시켰다고 평했다.
한국인들 스스로 민족의식을 깨우치는 계기를 마련했고, 조선의 멸망을 당연시하고 일본에게 긍정적이던 국내 체류 미국 선교사들의 시선을 개선시켰다고 평가했다. 또한 일본의 잔인한 진압이 미국인 선교사들과 미국 지식인들이 일본으로부터 등을 돌리거나 일본을 부정적으로 보는 계기를 마련했다고 평했다.

### 국내

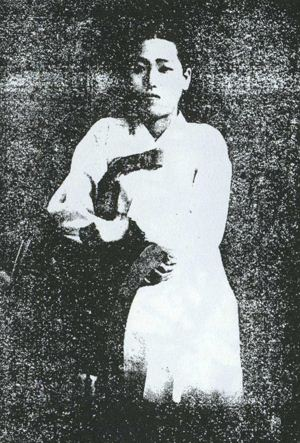
수원에서 만세운동주도한 기생조합의 김향화

3.1운동을 계기로 민주 공화제의 대한민국 임시 정부가 수립됨으로써 19세기 후반부터 이어져 온 근대 국민 국가 수립운동이 첫 결실을 맺었다. 삼일운동으로 말미암아 한민족은 독립을 향한 마음이 서로 일치함을 확인할 수 있었으며, 만주지방에 있던 독립운동가들과 삼일운동으로 인해 상해로 망명한 독립운동가들이 대한민국 임시정부를 수립함으로써 구체적인 성과를 거두었으며, 세계적으로 독립의 결의를 나타내 각 국가의 국민에게 한국의 독립의지를 전파하였다. 1945년 일본이 패망한 이후 승전국은 이런 한국의 뜻을 받아들여 대한민국을 독립국가로 인정하기에 이르렀다.
한편 3.1 만세 운동의 실패를 예견한 윤치호는 만세 운동이 한참 진행 중이던 3월 2일자의 일기에서 학생들을 앞세운 뒤, 만세 대열에서 슬그머니 발을 뺀 기독교, 천도교계 인사들을 음모꾼들이라며 규탄했다. 3ㆍ1운동 후 구치소에 수감되는 여학생들의 모습에서는 일제 경찰에 대한증오와 분노로 밤새워 괴로워했다. 이후 3월 5일~3월 7일 그는 시내를 다니며 만세 시위 직후의 동태를 파악했다. 3월 7일 기자 회견을 통해 다음과 같은 담화문을 발표하기도 했다.
| “ | 강자와 서로 화합하고 서로 아껴 가는 데에는 약자가 항상 순종해야만 강자에게 애호심을 불러일으키게 해서 평화의 기틀이 마련되는 것입니다마는, 만약 약자가 강자에 대해서 무턱대고 대든다면 강자의 노여움을 사서 결국 약자 자신을 괴롭히는 일이 됩니다. 그런 뜻에서도 조선은 내지에 대해서 그저 덮어 놓고 불온한 언동을 부리는 것은 이로운 일이 못됩니다. | ” |
|   | — 윤치호, 경성일보 1919년 3월 7일 |   |

이 사건을 계기로 윤치호는 심한 비판을 받게 된다. 그러나 이완용, 예종석 등의 3.1 운동 반대 발언이 알려지면서 이완용, 예종석 등에 대한 성토 여론이 조성되었다.

#### 조선총독부 통치정책 변화
3·1 운동을 계기로 강경책 내지는 군사, 경찰에 의한 무단 통치를 하던 조선총독부는 문화 통치로 정책을 바꾸게 된다. 3·1 운동에 의해 일본 정부나 총독부 측에서는 기존의 통치 방식을 심각하게 고려하지 않을 수 없었고, 군인인 사이토 마코토 총독의 파견을 기점으로 기존의 강압적 통치에서 회유적 통치로 그 방향을 선회하게 된다. 그 결과 단체 활동 및 언론 활동이 허가되었고 아주 기초적인 초등 교육이 확대되었다. 그러나 실질적으로는 이름만 바꾼 것에 불과한 것으로, 친일파 양성을 통해 한민족의 분열을 시도하였으며, 이는 식민 통치를 철저히 은폐하기 위한 통치 방식에 지나지 않았다.
그 증거로 일본군이 한반도에서 축출될 때까지 문관 총독은 단 한 명조차도 임명되지 않았고, 헌병 경찰제를 보통 경찰제로 바꾸었지만 사실상 명칭만 변경된 것으로 경찰력은 오히려 더욱 강화되었으며, 독립운동가 색출을 위한 전문적인 '고등 경찰제'를 도입하였다. 일본은 문화 통치를 통하여 자신들을 조선사람으로 생각하지 않는 소수의 친일관료들을 키워 조선인을 이간하여 분열시키고, 민족의 근대 의식 성장을 오도하며, 초급 학문과 기술 교육만을 이용하여 일본의 식민지 지배에 도움이 될 인간을 대량 양성하는 결과를 낳았다.

### 일본
3·1 운동에 대한 당시 일본 정부의 공식적 사건 명칭은 “조선만세소요사건”(朝鮮萬歲騷擾事件)이고, 기본적 시각은 ‘소요’(뭇사람이 들고 일어나서 폭행·협박을 함으로써 한 지방의 공공질서(公共秩序)를 문란하게 하는 행위)였다.
그러나 개인적인 평가는 다른 점도 있다. 경기도 경찰부 경찰부장을 지낸 지바(千葉了)는 자신의 글 〈조선독립운동비화〉에서 3·1 운동에 대해 “민족 본능의 지하수의 분출” 또는 “천변괴이의 상”이라고 표현하였다.

### 해외

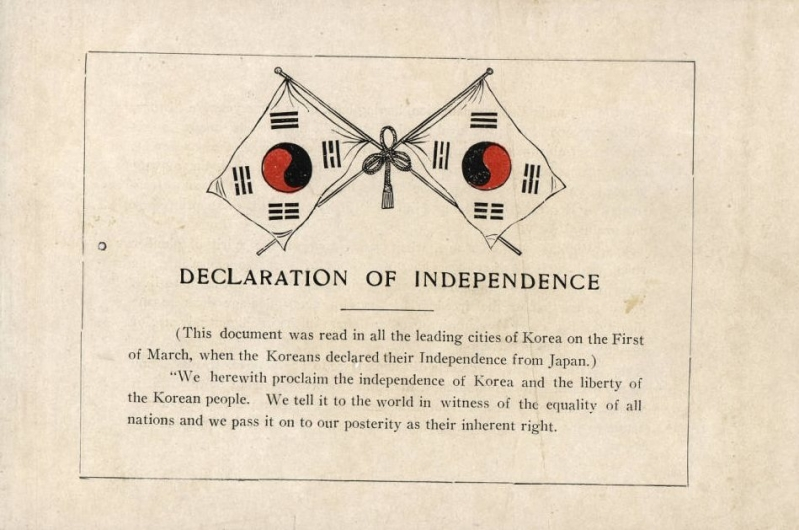
3.1 만세운동 독립선언서 영문판.

뉴욕타임즈는 1919년 3월 13일자에서 “조선인들이 독립을 선언했다. 알려진 것 이상으로 3·1운동이 널리 퍼져나갔으며 수천여명의 시위자가 체포됐다”고 기록했다. AP통신은 “독립선언문에 ‘정의와 인류애의 이름으로 2000만 동포의 목소리를 대표하고 있다’고 명시돼 있다”고 보도했다. 이운동의 시작부터 3.1운동에 관한 모든 한국의 상황을 해외에 전달하는데는 캐나다의 선교사 프랭크 스코필드 박사의 영향이 매우 많았다.

### 비판적 반응
윤치호는 3.1 운동을 순진한 애국심에 기초한 민족주의자들의 무모한 행동으로 파악했다.
3.1 운동 당시 유언비어와 선동이 있다는 비판이 당대부터 제기되었다. 기독교 운동가이자 이화여자중학교 교사였던 김창제는 윤치호에게 자신이 3.1 만세 운동에 참여할 수 없는 이유로, 만세 운동 당시 누군가에 의해 각종 미신과 유언비어가 확산되었다고 밝혔다. 그는 3.1 운동에 대해 애국적이기는 하지만 투기, 미신, 허황된 말, 음모에 기초하고 있어서 동조할 수 없었다고 밝혔다. 김창제는 누군가 조직적으로 유포시킨 유언비어가 평화적인 시위를 무력 시위로 만들고 급기야는 일본군의 잔인한 학살을 유도했다며 비판하였다.
김창제는 또한 다수가 참여해서 움직이는 일이 반드시 선량한 일이 아니라고 비판을 가하였다.
| “ | 다수의 목소리가 곧 주님의 목소리라고 생각하는 이들이 있는데, 꼭 그런 건 아니죠. 예수님을 십자가에 못박게 한 것도 다수의 요구잖아요. 천도교와 기독교의 연합이 하느님의 뜻이라는 얘기도 사실이 아닙니다. 주님의 아들에게 사형을 선고한 것도 바리새인과 헤롯의 연합이었잖아요. | ” |

김창제는 만세 시위가 갈수록 폭력적으로 변해가는 점을 지적하였다. 김창제는 자신이 3.1 운동에 참여할 수 없는 이유를 설명한 뒤, 다수의 생각, 다수의 선택이 반드시 올바른 선택은 아니라는 견해를 피력하였다. 아울러 김창제는 다수의 선택이 무조건 올바른 선택이고 민주주의라고 해석하는 것을 반대했다. 윤치호는 그의 견해에 적극 공감하였다. 수원역 인근 수원면에서 야간에는 상인과 노동자가 합세하여 일본인 상점에 돌을 던지고 창유리 등을 파괴했다.

## 기타
1946년 3월 1일 제27회 기념식을 시초로 국가 경축일로 지정되고, 1949년 10월 1일 <국경일에관한법률>을 공포함으로써 국경일로 지정되었다.

## 사진
3.1운동 당시에 촬영한 사진은 현재 남아있는 것이 많지 않다.
몇 가지 참고할 만한 것이 있는데 하나는 <<korea independence movement>>라는 사진집이다. 3.1운동을 설명할 때 가장 잘 인용되는 사진들이 모두 이 사진집에 들어있다. 이 사진집은 두 가지 버전이 있는 것으로 보이는데, 1919년 10월에 만들어진 버전과 1920년에 만들어진 것이다. 두 버전의 차이는 1920년본이 1919본에 비해 적십자회 단체사진이 추가되는 등 페이지가 늘어났다는 점이다. 이 사진은 우리가 흔히 스코필드 선교사가 촬영한 것으로 알고 있는데, 실제 스코필드 선교사가 촬영한 것인지는 정확하지 않다. 1919년본은 일본 외무성 소장 <<불령단 관계잡건>> 조선인의 부 - 재상해지방 1권에 편철되어 있으며, 미국 컬럼비아대학 버크도서관에 소장되어 있으며, 1920년본은 독립기념관과 미국 USC 등에 소장되어 있다.(아래 사진은 USC 소장본이다.)
또 하나는 일본 신문에 게재된 사진들이다. <<오사카매일신문>>이나 <<오사카조일신문>> 등에서 3월 4일부터 3.1운동 관련 기사를 보도하기 시작하는데, 서울, 평양 등지의 시위 사진이 인용되고 있다. ((기생으로 잘못 알고 있는) 여학생들의 만세 시위 참여 사진이 여기서 나온 것) 이 사진이 실제 시위 장면을 찍은 것인지 논란의 여지도 있지만 3.1운동을 설명하는 데 자주 사용되고 있다.

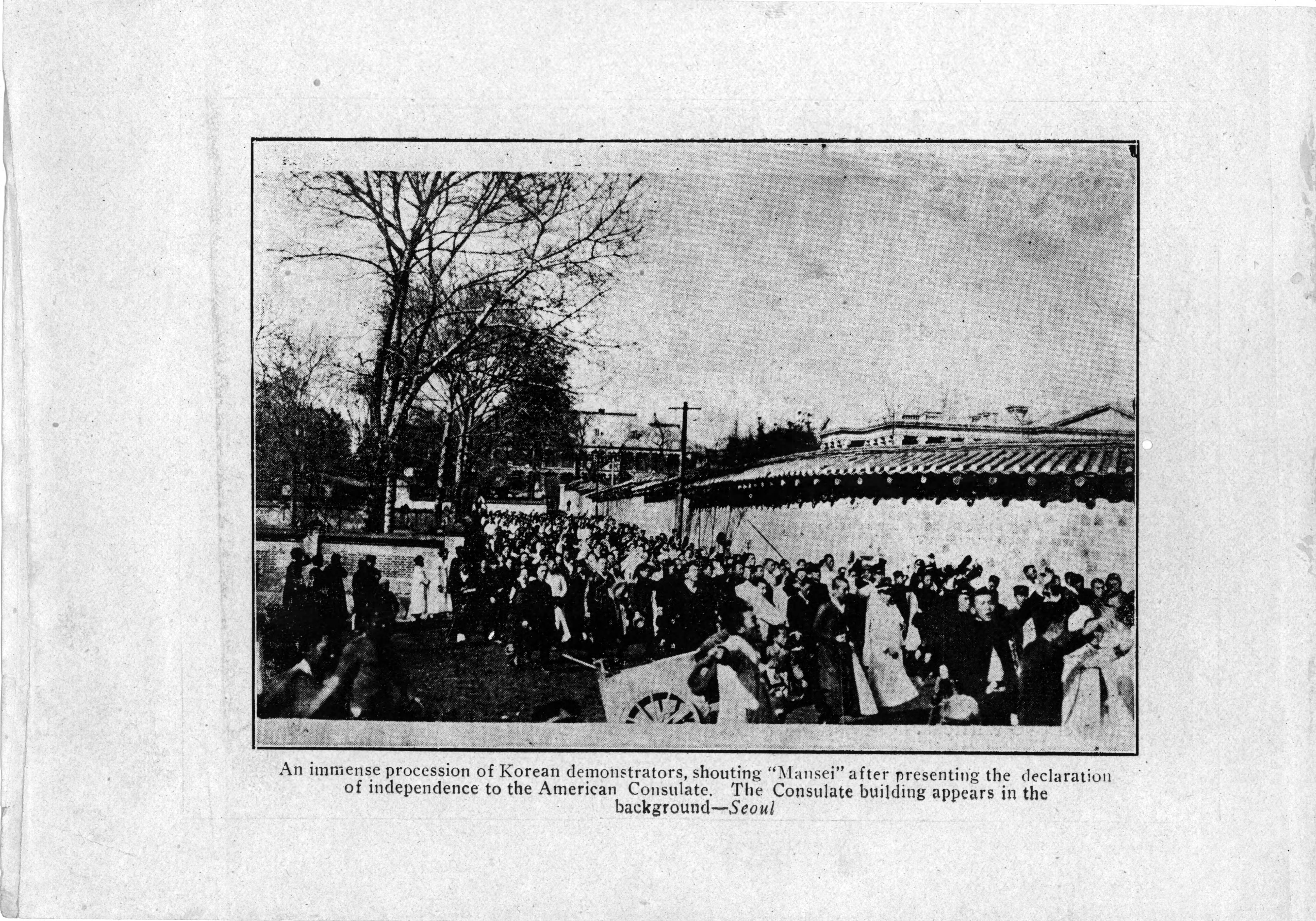
An immense procession of Korean demonstrators, shouting "Mansei" afrer presenting the declaration of independence to the American Consulate. The Consulate building appears in the background―Seoul(어마어마한 행렬의 조선인 시위대가 미국 독립선언 발표 후 만세를 외치고 있다. 미 영사관 빌딩이 배경에 나타나 있다.)
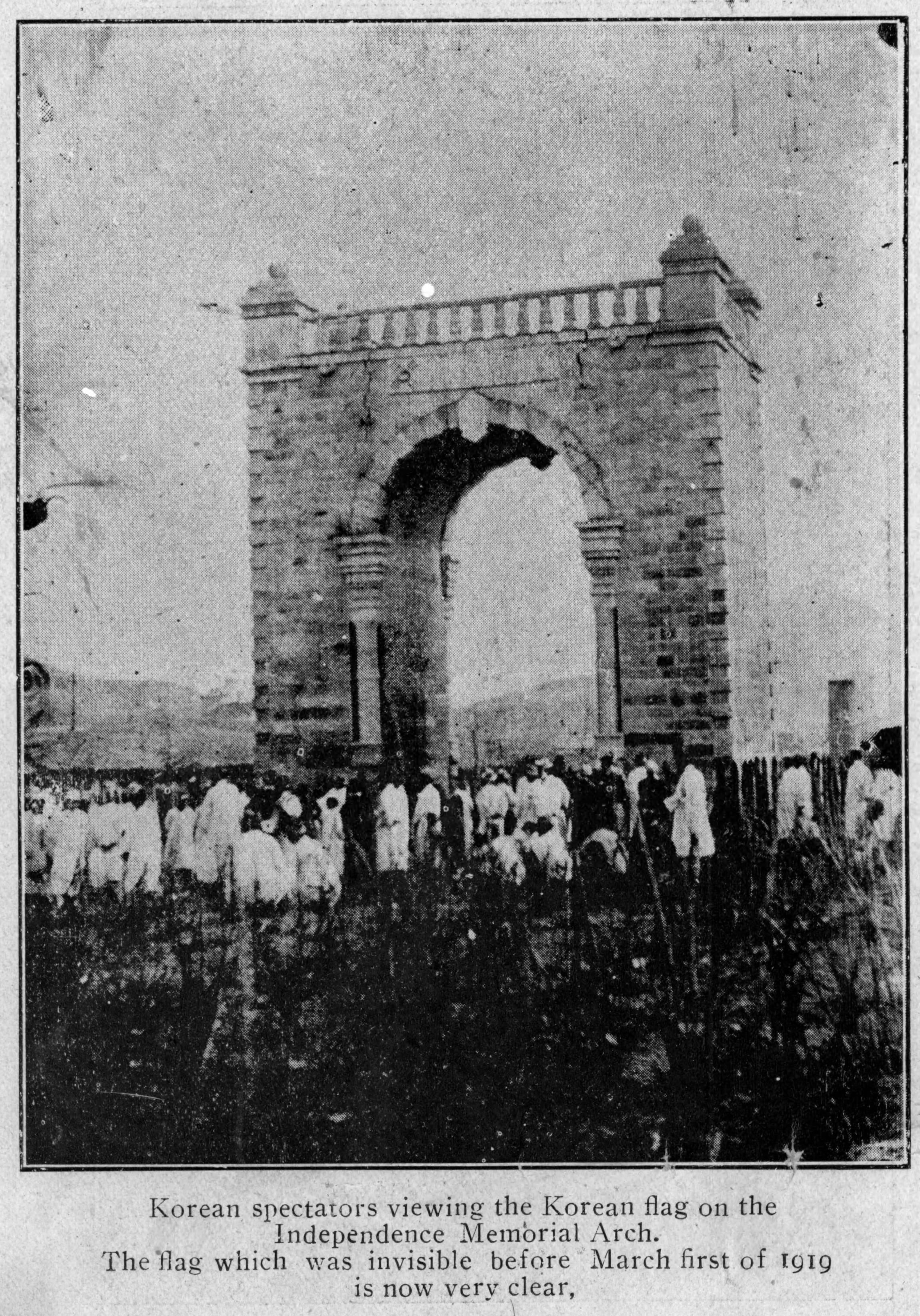
Korean spectators viewing the Korean flag on the Independence Memorial Arch. The flag which was invisible before March first of 1919 is now very clear.(조선인 관중들이 독립문 위의 태극기를 바라보고 있다. 1919년의 3·1운동 전까지는 볼 수 없었던 국기가 지금은 흔히 보인다.)
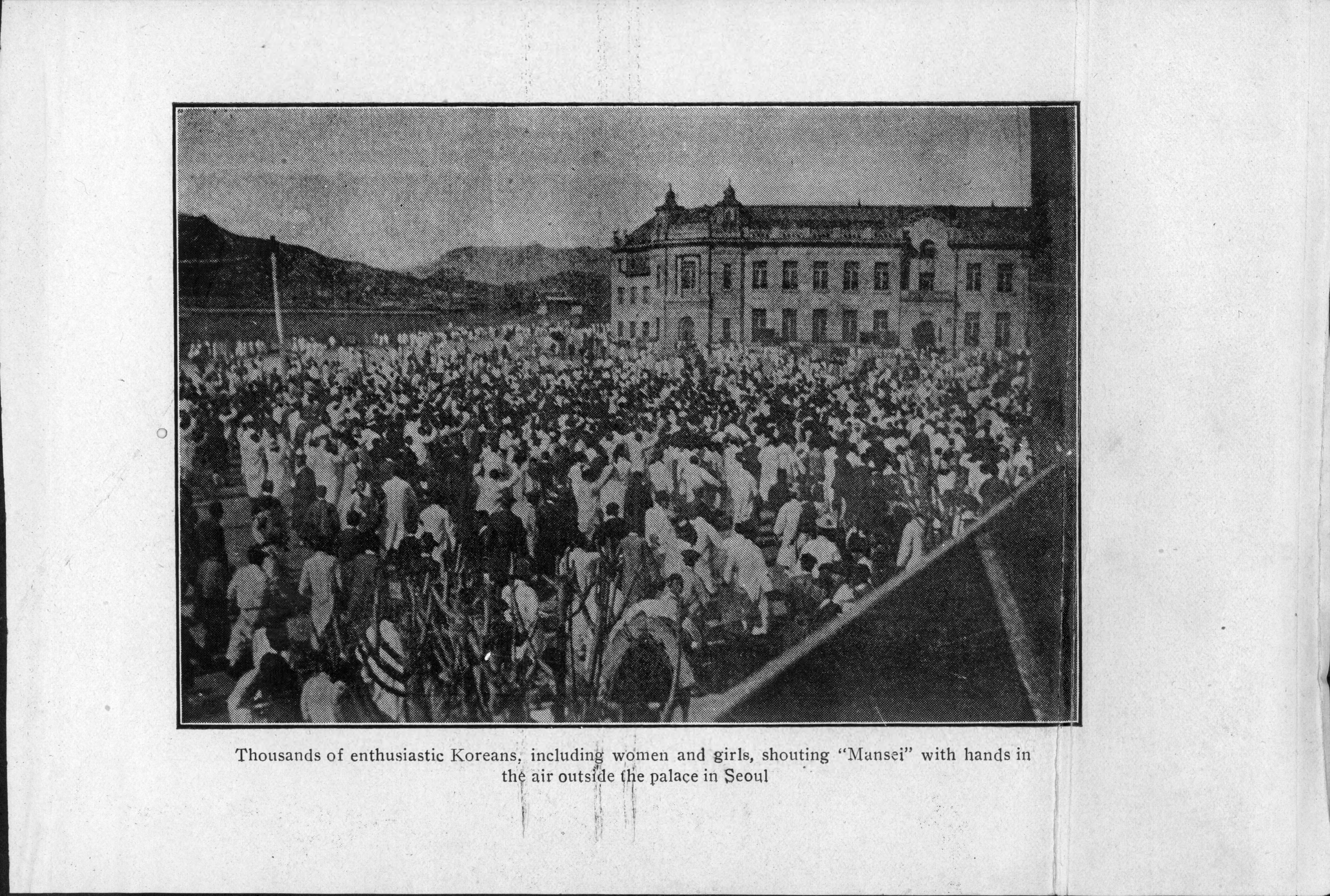
Thousands of enthusiastic Koreans, including women and girls, shouting "Mansei" with hands in the air outside the palace in Seoul.(여성과 소녀를 포함한 수천명의 열렬한 조선인들이 서울 성 밖에서 손을 들고 만세를 외치고 있다.)
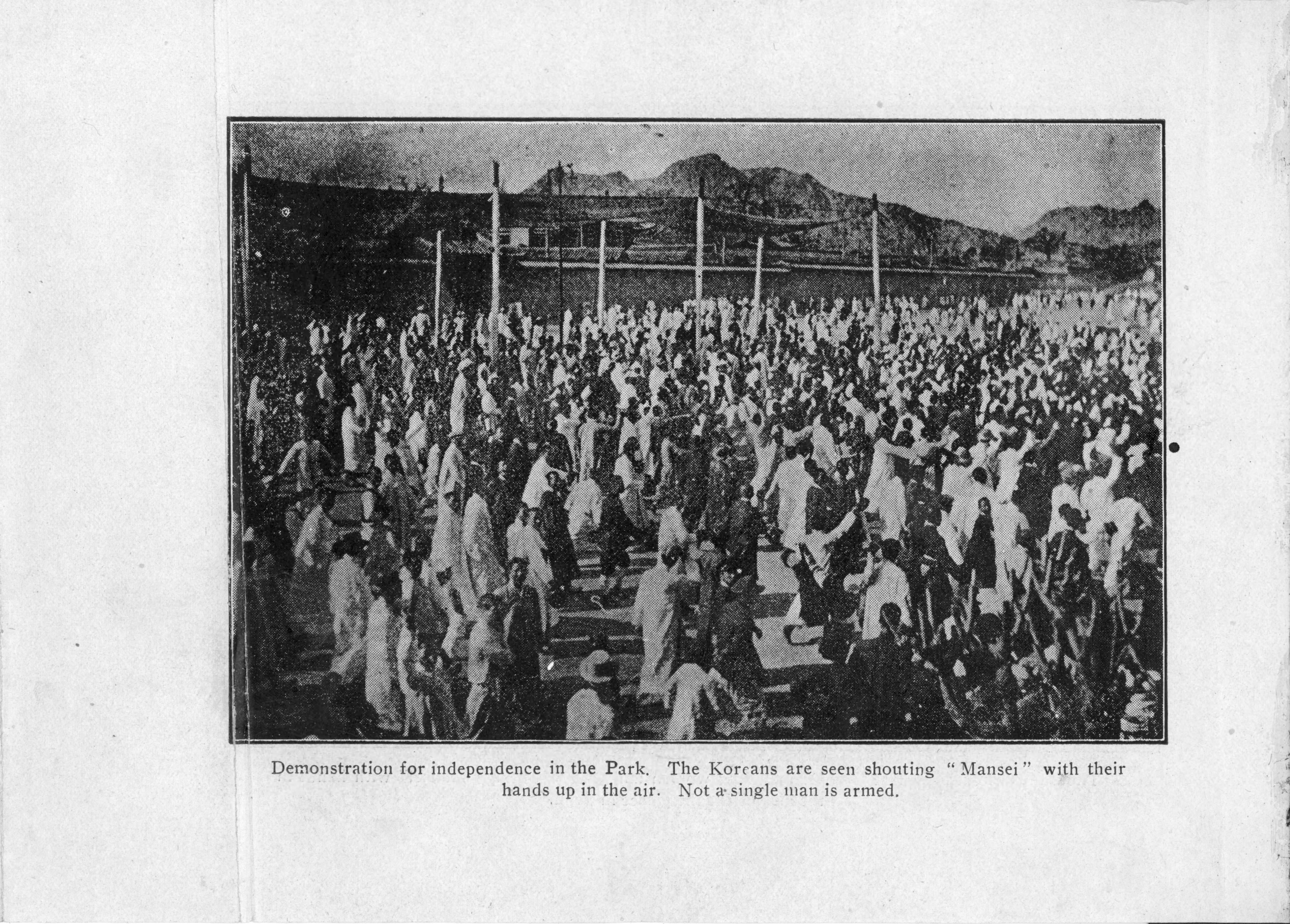
Demonstration for independence in the Park. The Koreans are seen shouting "Mansei" with their hands up in the air. Not a single man is armed,(공원에서의 독립 시위. 조선인들은 손을 들고 만세를 외치는 듯 보인다. 무장을 한 사람은 한명도 없다.)
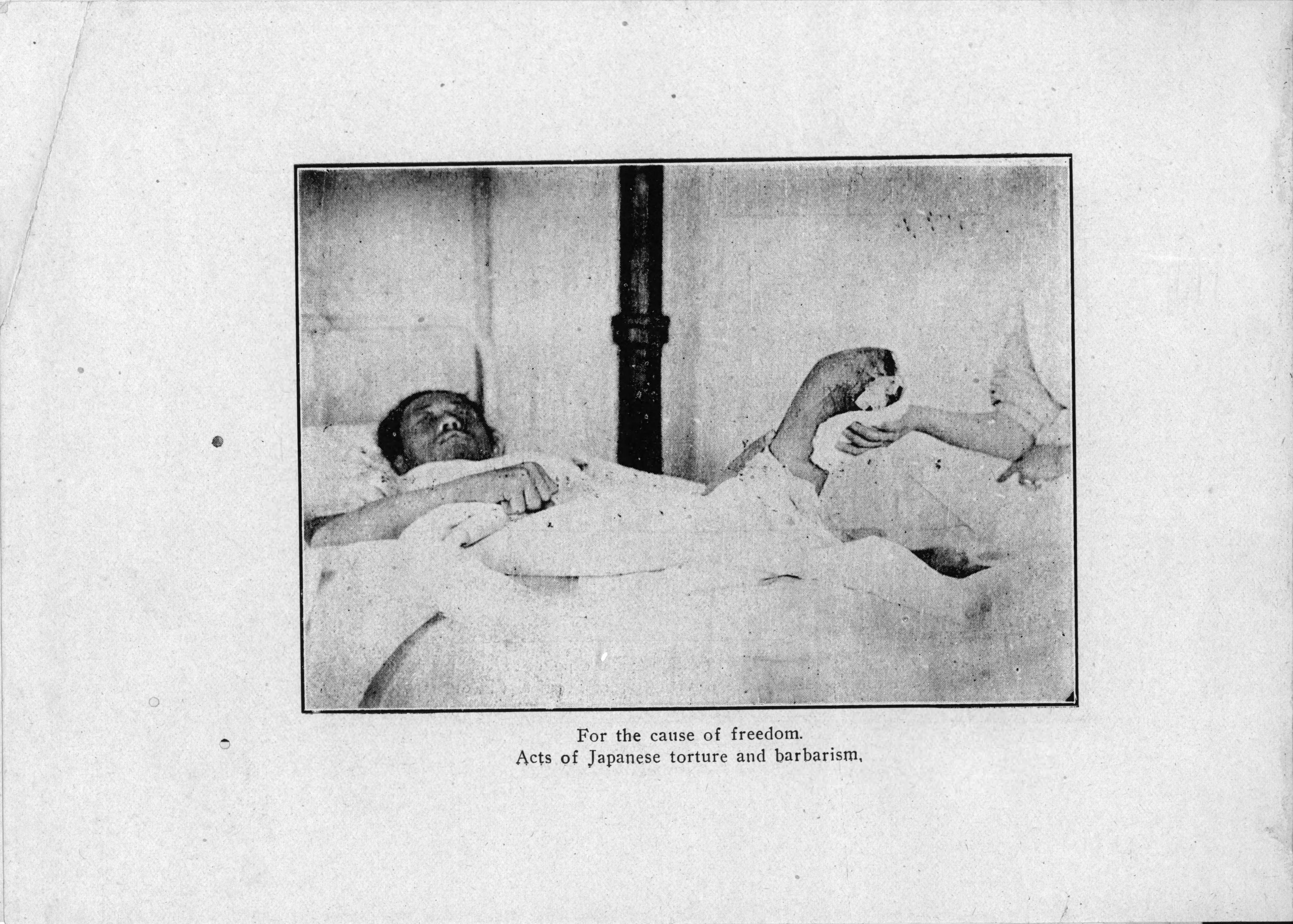
For the cause of freedom. Acts of Japanese torture and barbarism.(자유를 위하여. 일본의 고문과 잔혹한 행동.)
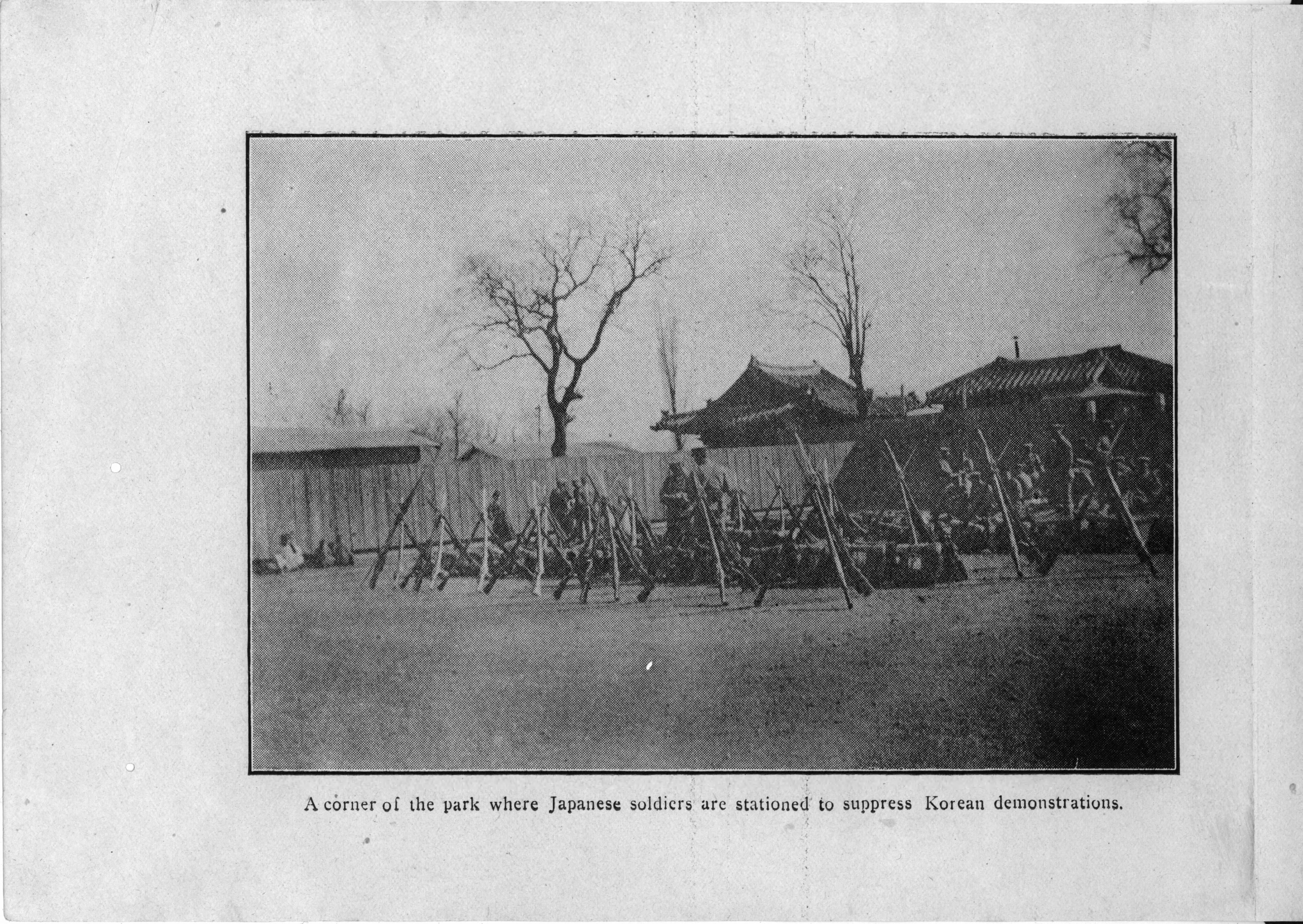
A corner of the park where Japanese soldiers are stationed to suppress Korean demonstrations.(일본군이 조선인의 시위를 진압하기 위해 주둔하고 있는 공원 모퉁이)
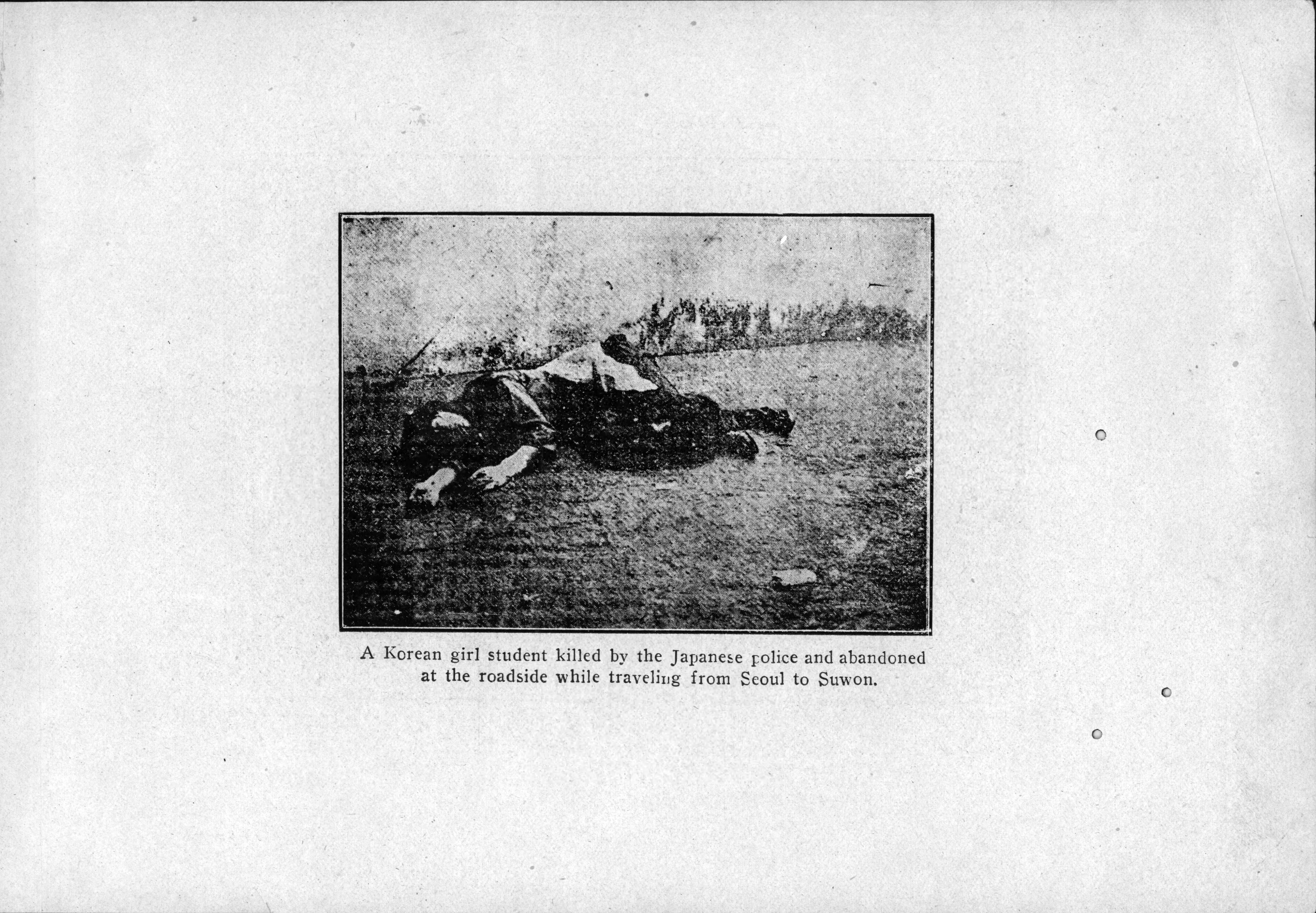
A Korean girl student killed by the Japanese police and abandoned at the roadside while traveling from Seoul to Suwon.(서울에서 수원으로의 여행 중 한 조선인 여학생이 일본 경찰에 의해 살해당한 채 길거리에 버려져 있다.)
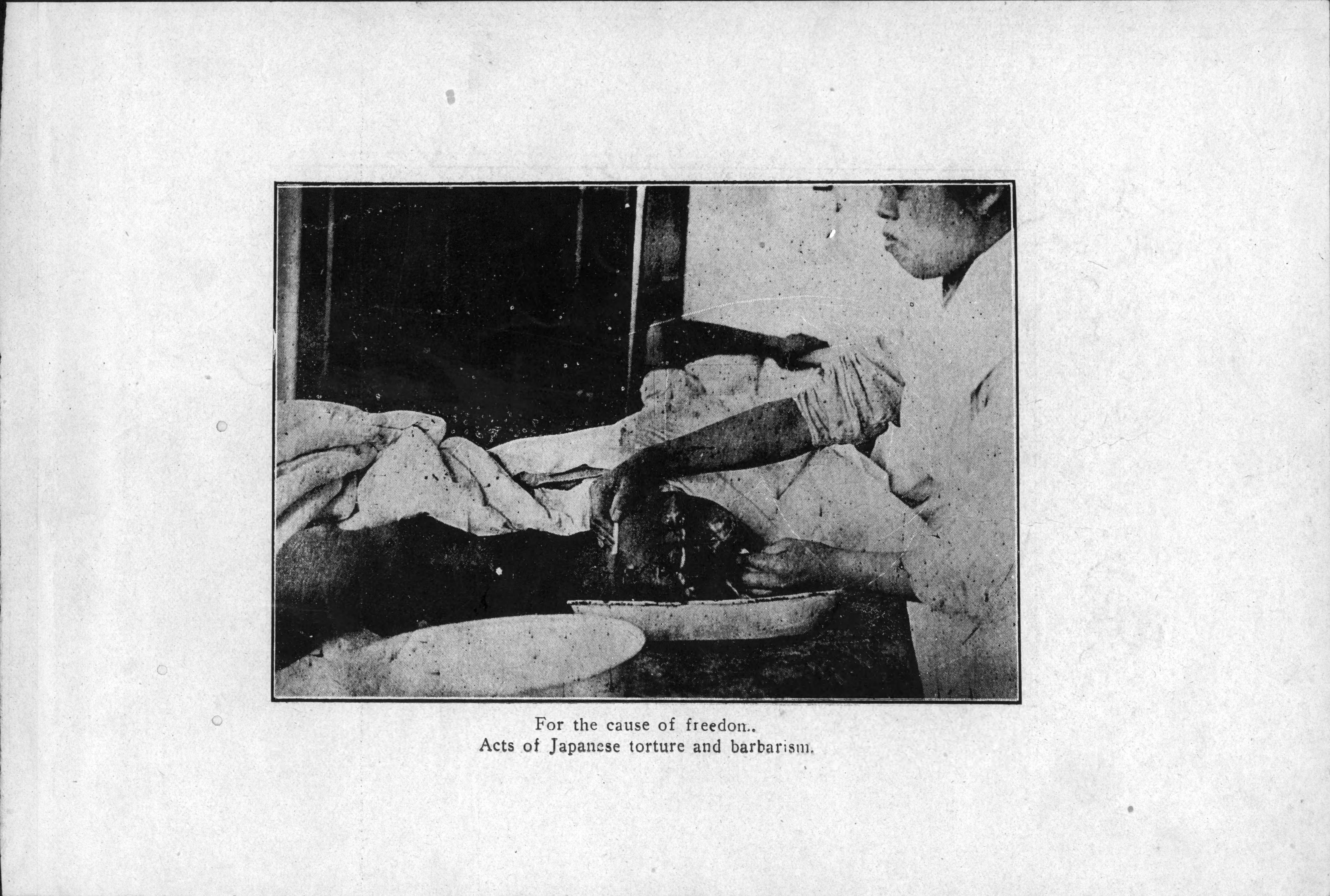
For the cause of freedom. Acts of Japanese torture and barbarism.(자유를 위하여. 일본의 고문과 잔혹한 행동.)
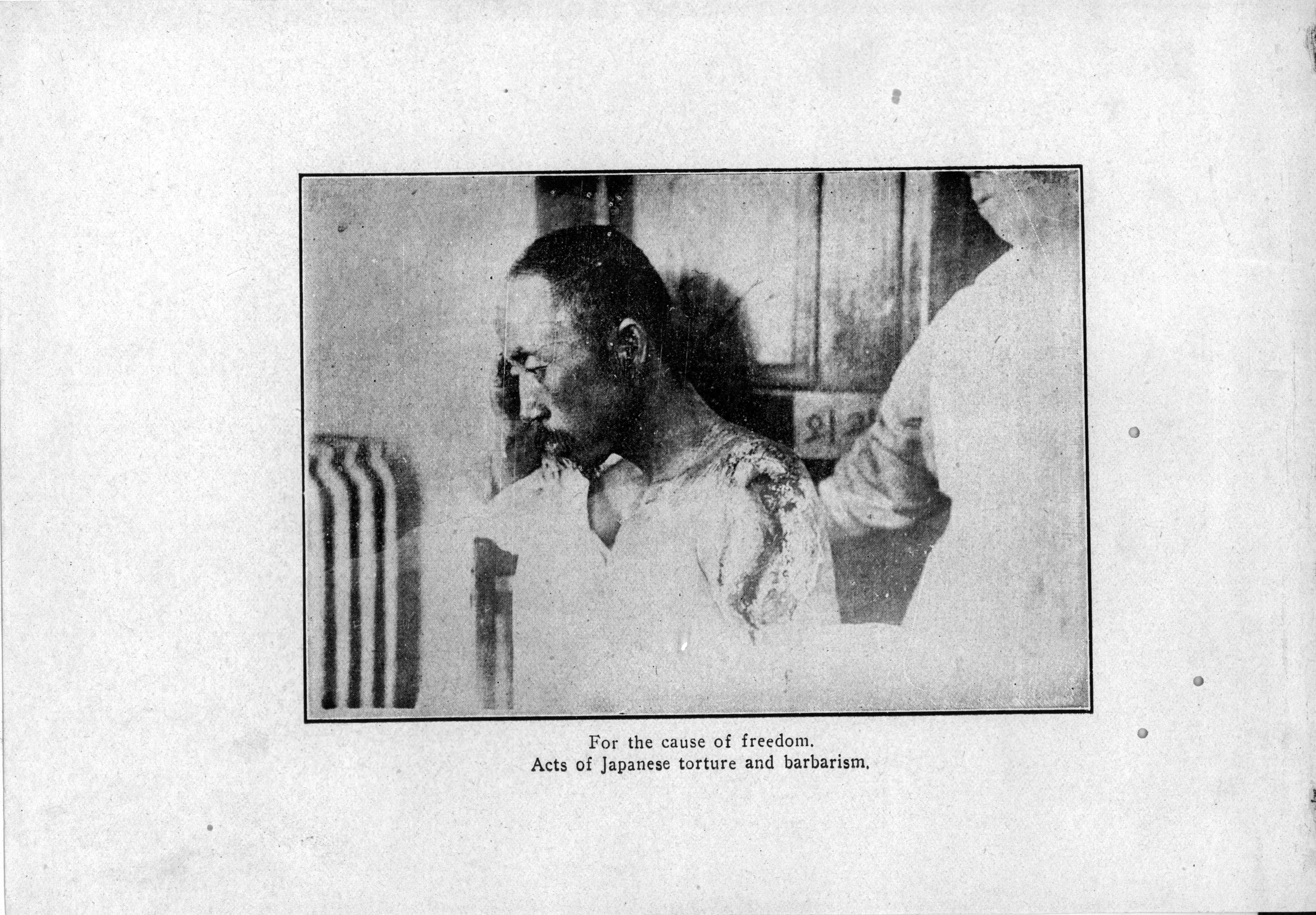
For the cause of freedom. Acts of Japanese torture and barbarism.(자유를 위하여. 일본의 고문과 잔혹한 행동.)
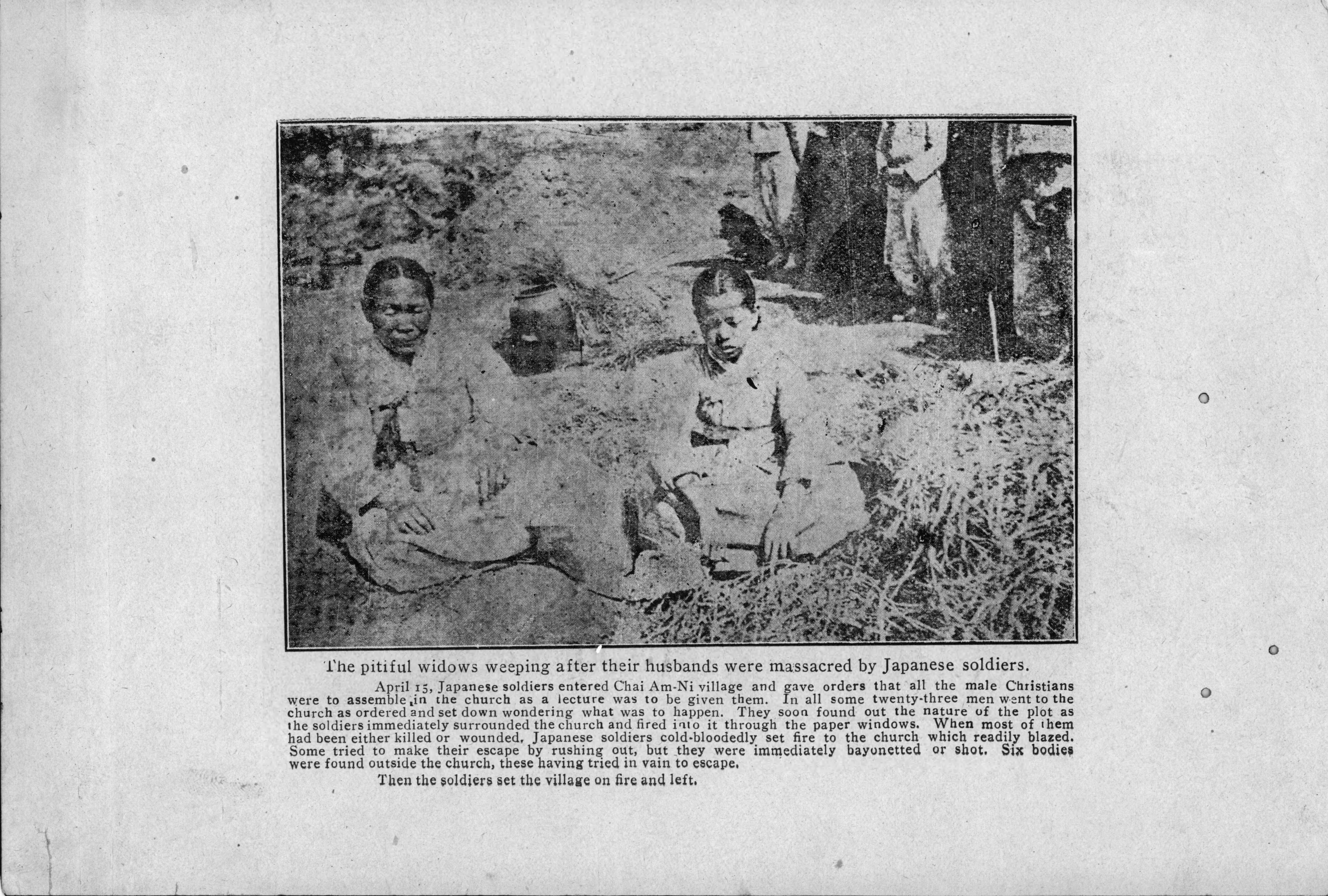
The pitiful widows weeping after their husbands were massacred by Japanese soldiers.(남편들이 일본군에 의해 학살된 뒤 가엾은 과부들이 울고 있다.)
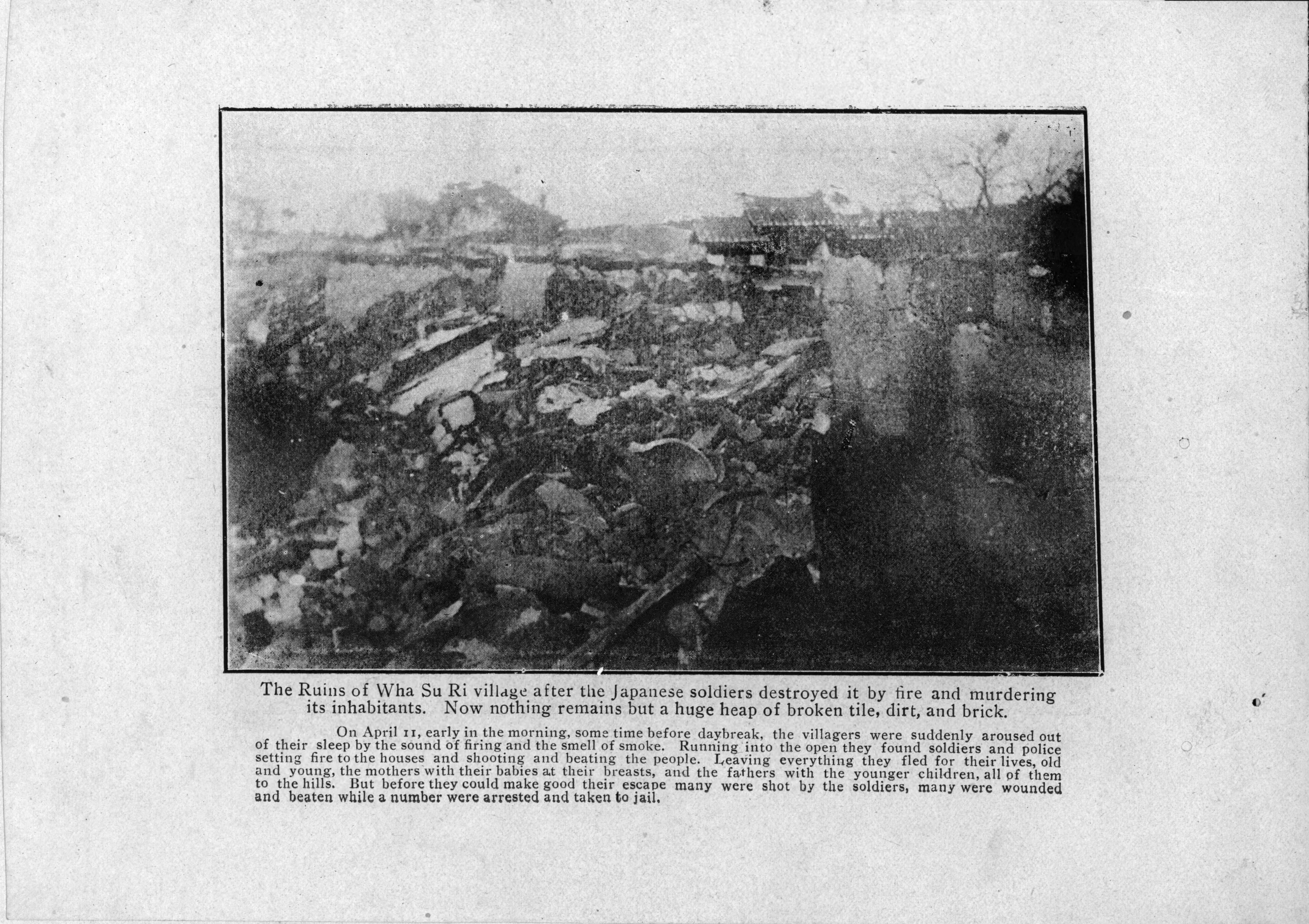
The Ruins of Hwa Su Ri village after the Japanese soldiers destroyed by fire and murdering its inhabitants. Now nothing remains but a huge heap of broken tile, dirt, and brick.(일본군에 의해 불탄 화수리 마을과 그들에 의해 살해당한 주민들. 이제 거대한 기와더미와 먼지, 벽돌 외에 아무것도 남아있지 않다)
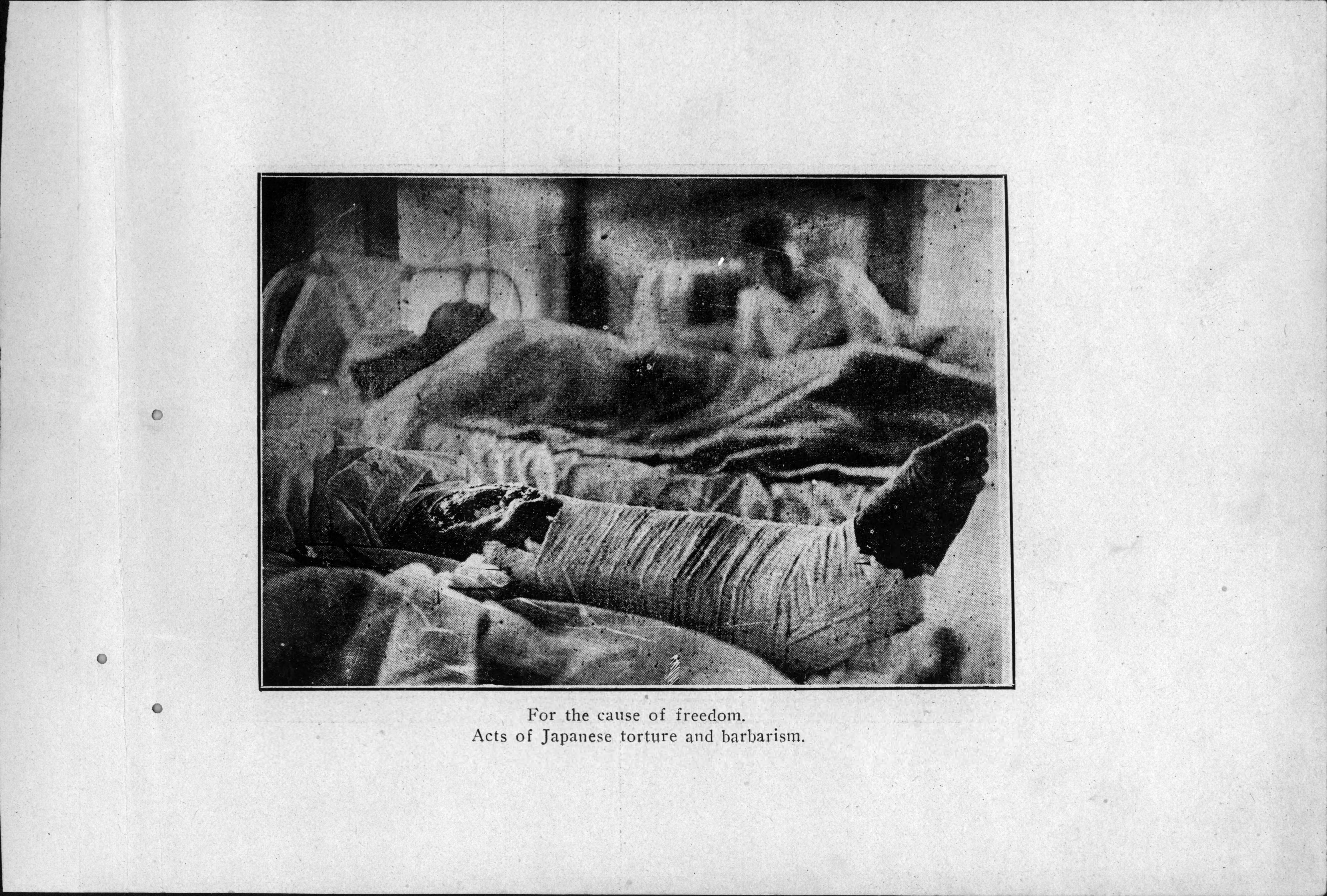
For the cause of freedom. Acts of Japanese torture and barbarism.(자유를 위하여. 일본의 고문과 잔혹한 행동.)
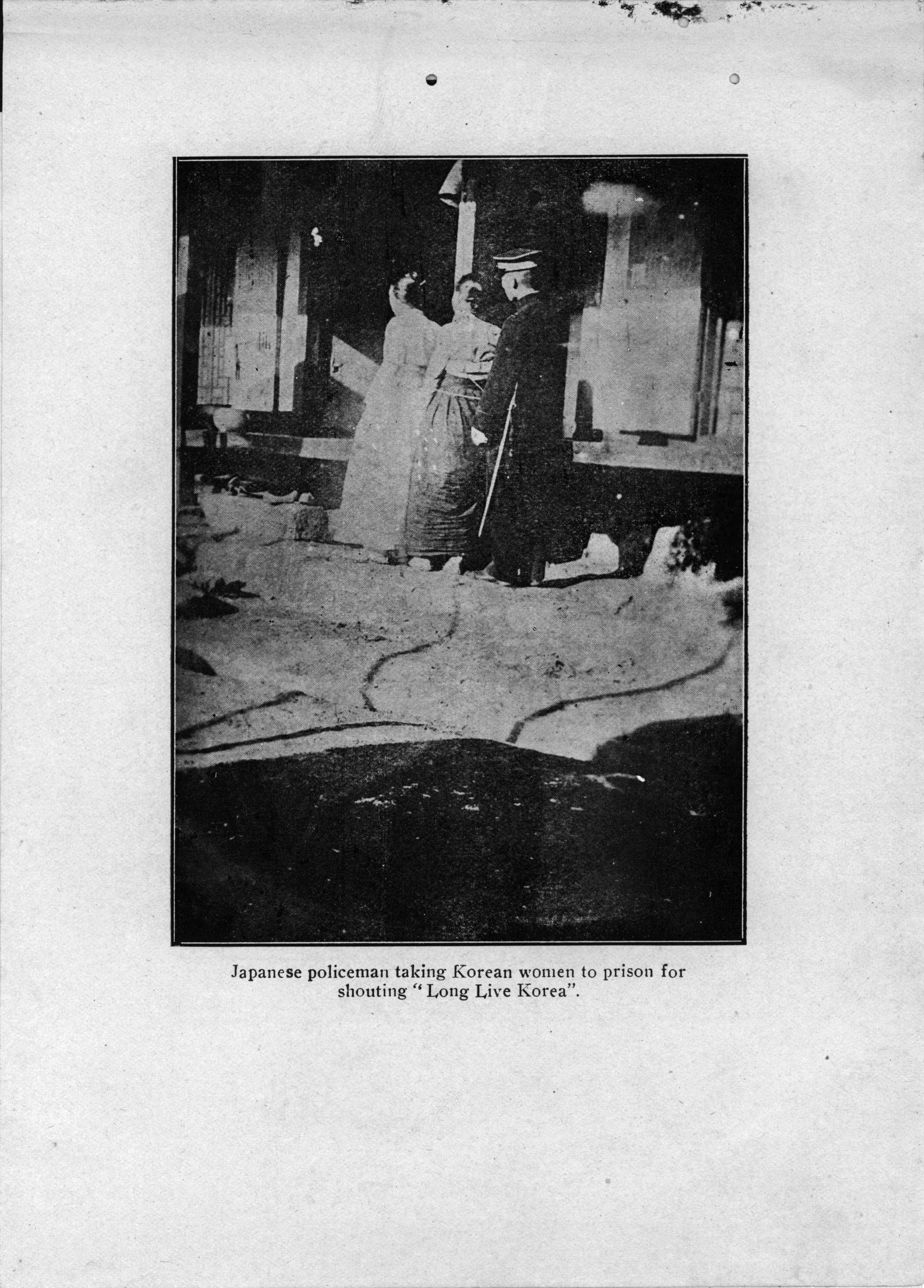
Japanese policeman taking Korean women to prison for shouting "Long Live Korea."(일본 경찰이 독립 만세를 외친 조선인 여성을 감옥으로 끌고가는 중이다.)
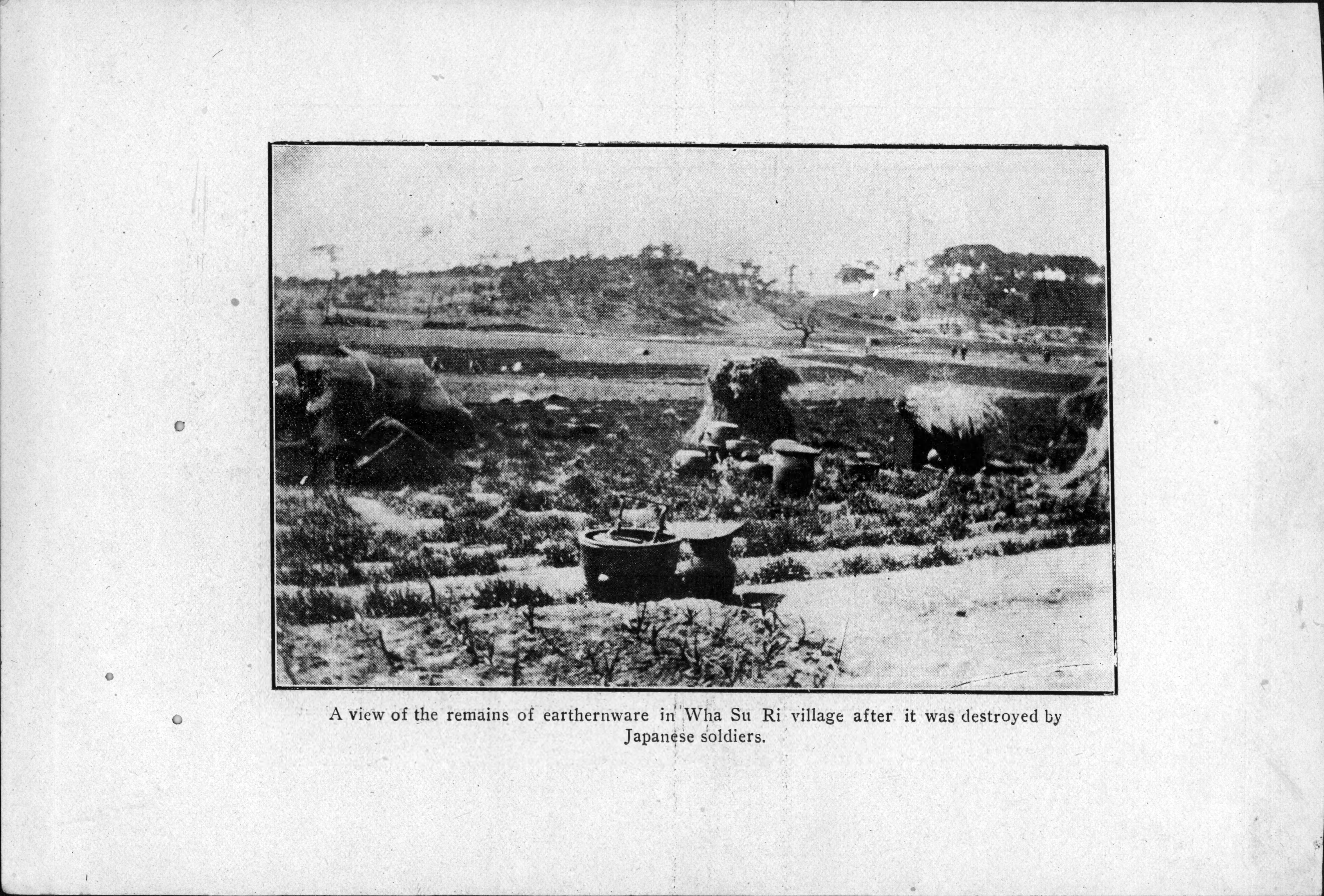
A view of the remains of earthenware in Wha Su Ri village after it was destroyed by Japanese soldiers.(일본군에 의해 파괴된 화수리 마을에 남겨진 도기의 모습)
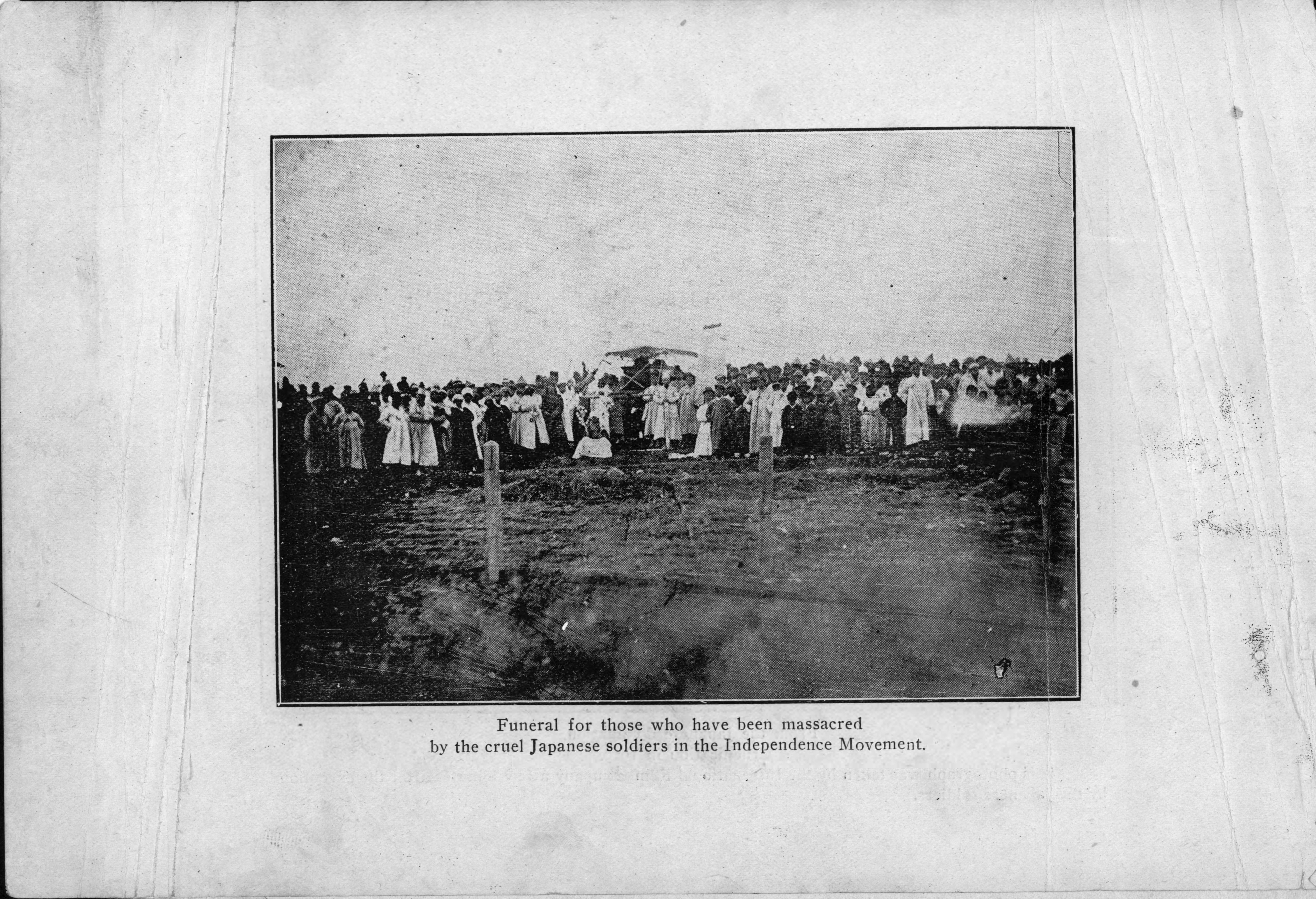
Funeral for those who have been massacred by Japanese soldiers in the Independence Movement.(독립 운동에서 일본군에 의해 학살당한 사람들을 위한 장례식)
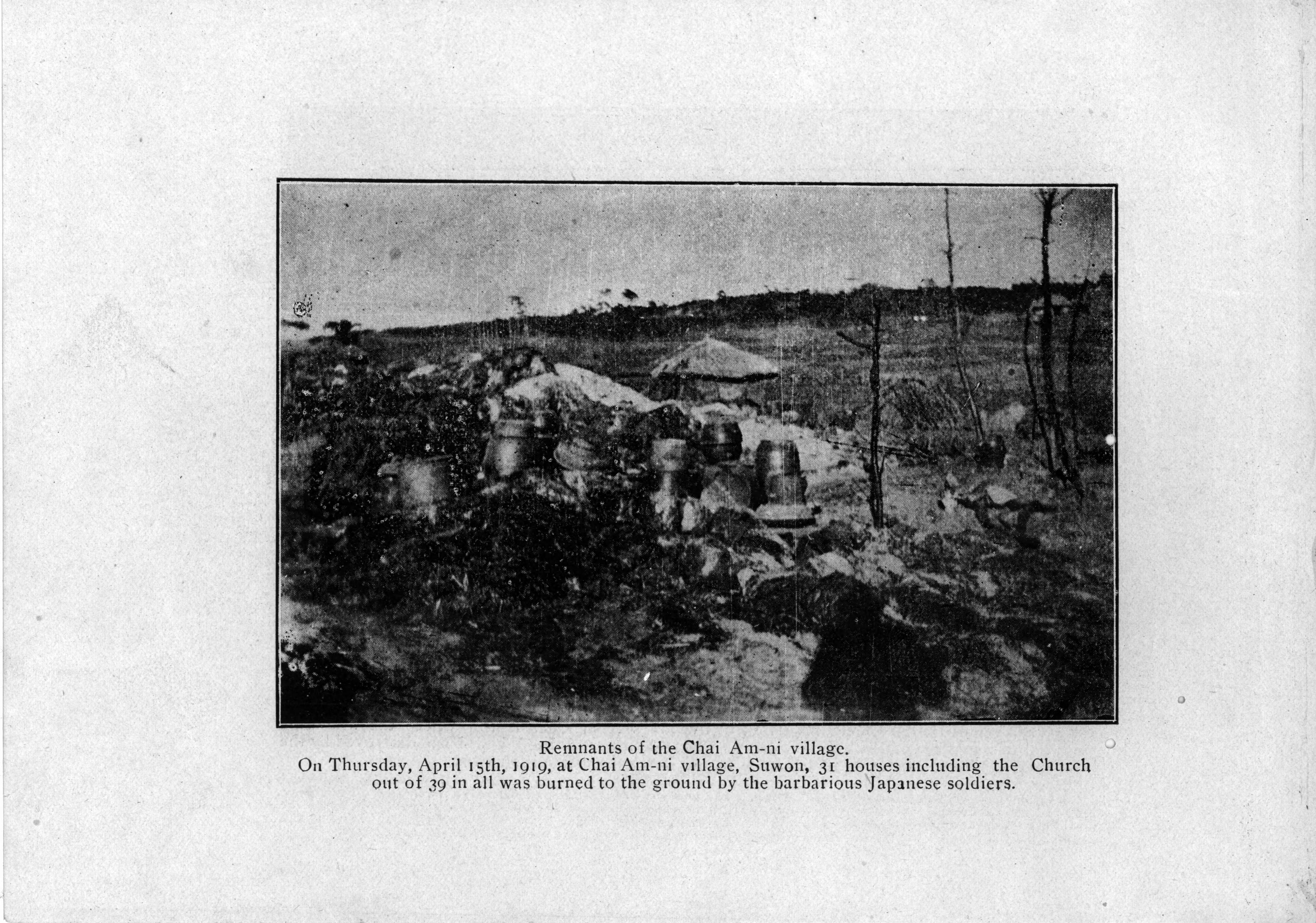
Remnants of the Chai Am-ni(Jeam-ri) village, Suwon, 31 houses including the church out of 39 in all was burned to the ground by the barbarous Japaneses soldiers.(약 39채의 교회를 포함한 31채의 집이 잔혹한 일본군에 의해 잿더미가 된 수원 제암리의 흔적)
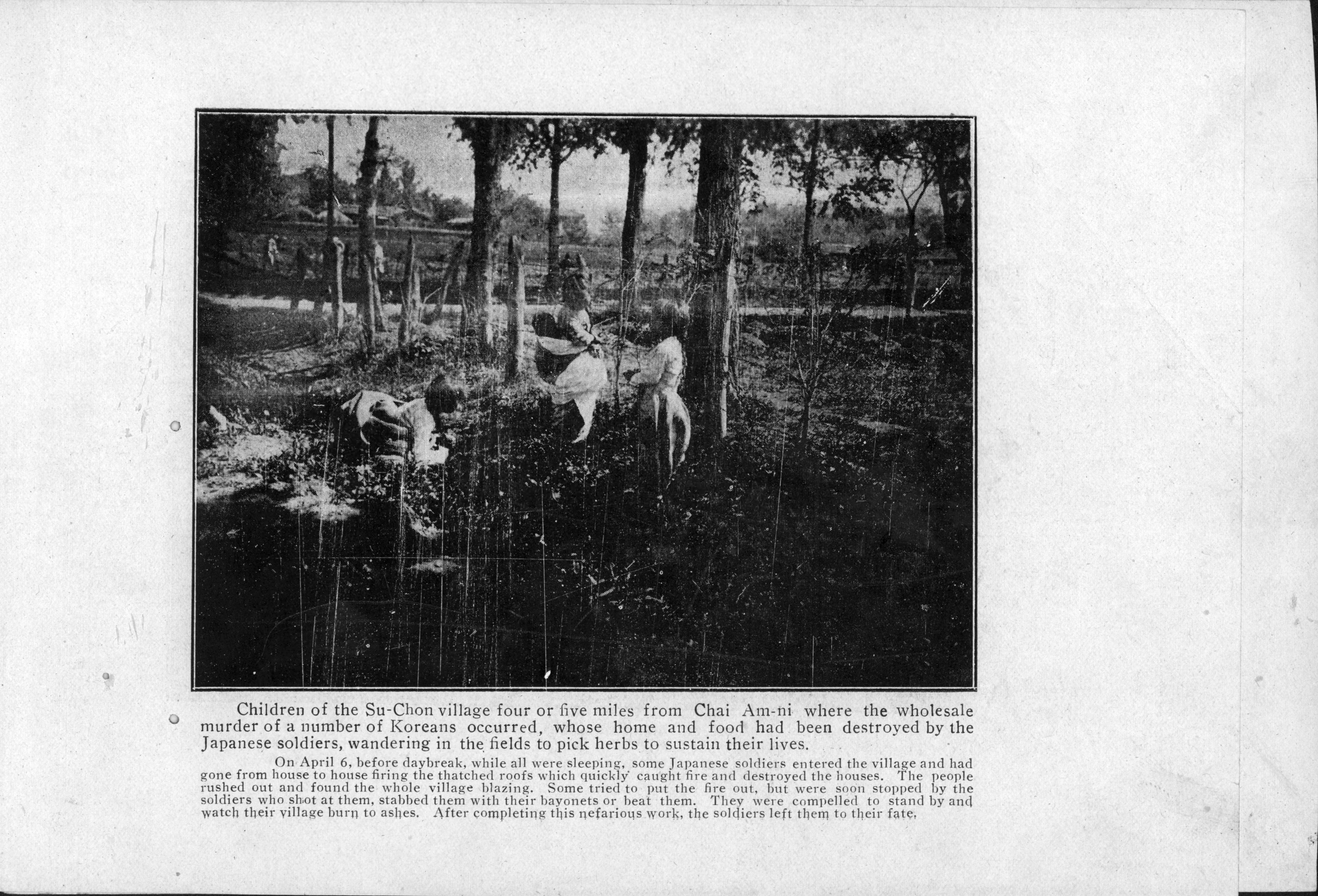
Children of the Su-Chon village four or five miles from Chai Am-ni where the wholesale murder of a number of Koreans occurred, whose home and food had been destroyed by the Japanese soldiers, wandering in the fields to pick herbs to sustain their lives.(몇몇 조선인에게 일어난 대량학살이 일어난 제암리로부터 약 4~5마일 떨어진 곳에 위치한 수촌마을에서 집과 음식을 파괴당한 이들이 목숨을 부지하기 위해 약초를 뜯으러 풀밭을 돌아다니고 있다.)
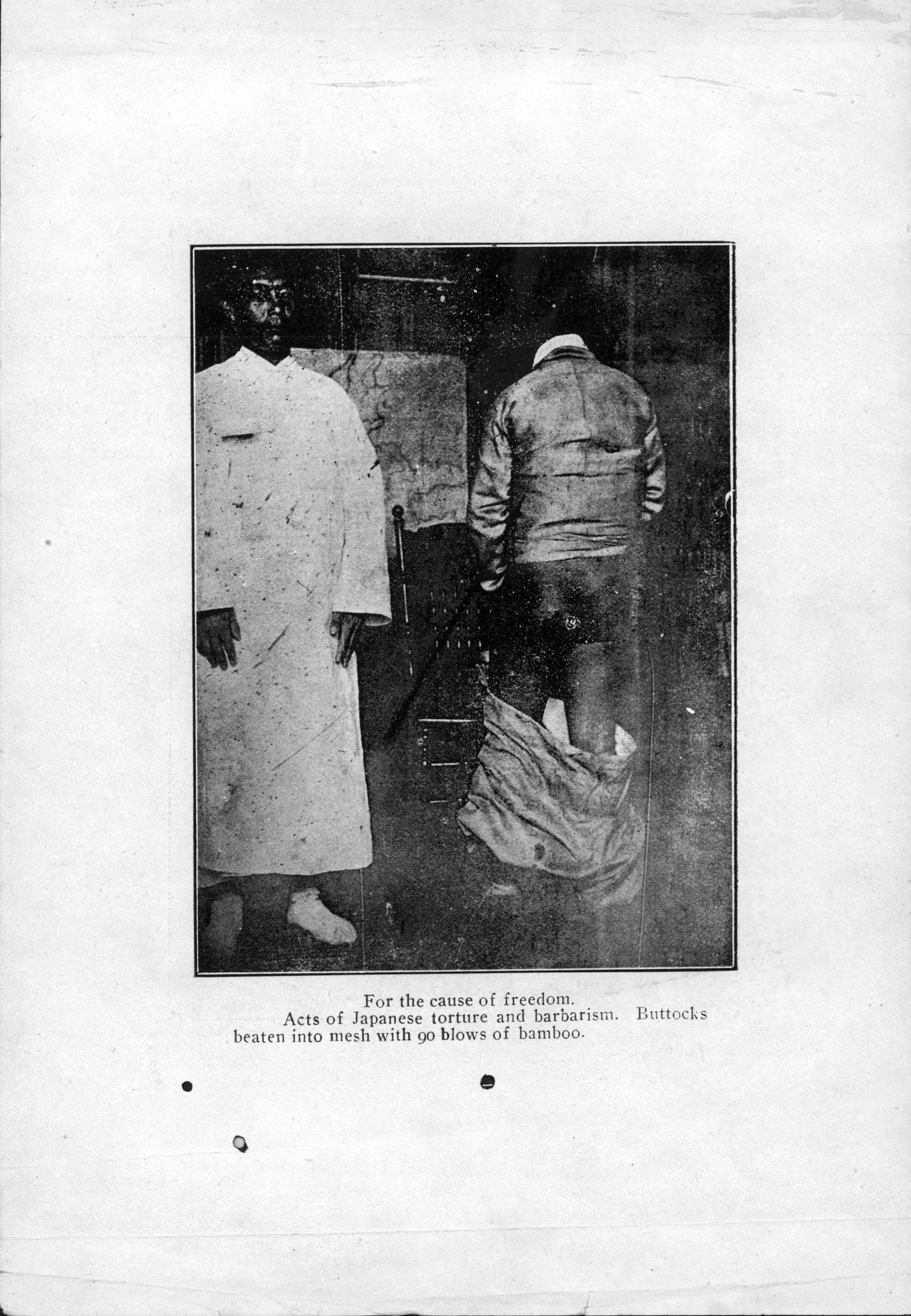
For the cause of freedom. Acts of Japanese torture and barbarism. Buttocks beaten into mesh with 90 blows of bamboo.(자유를 위하여. 일본의 고문과 잔혹한 행동. 대나무로 엉덩이를 90번 구타당했다.)
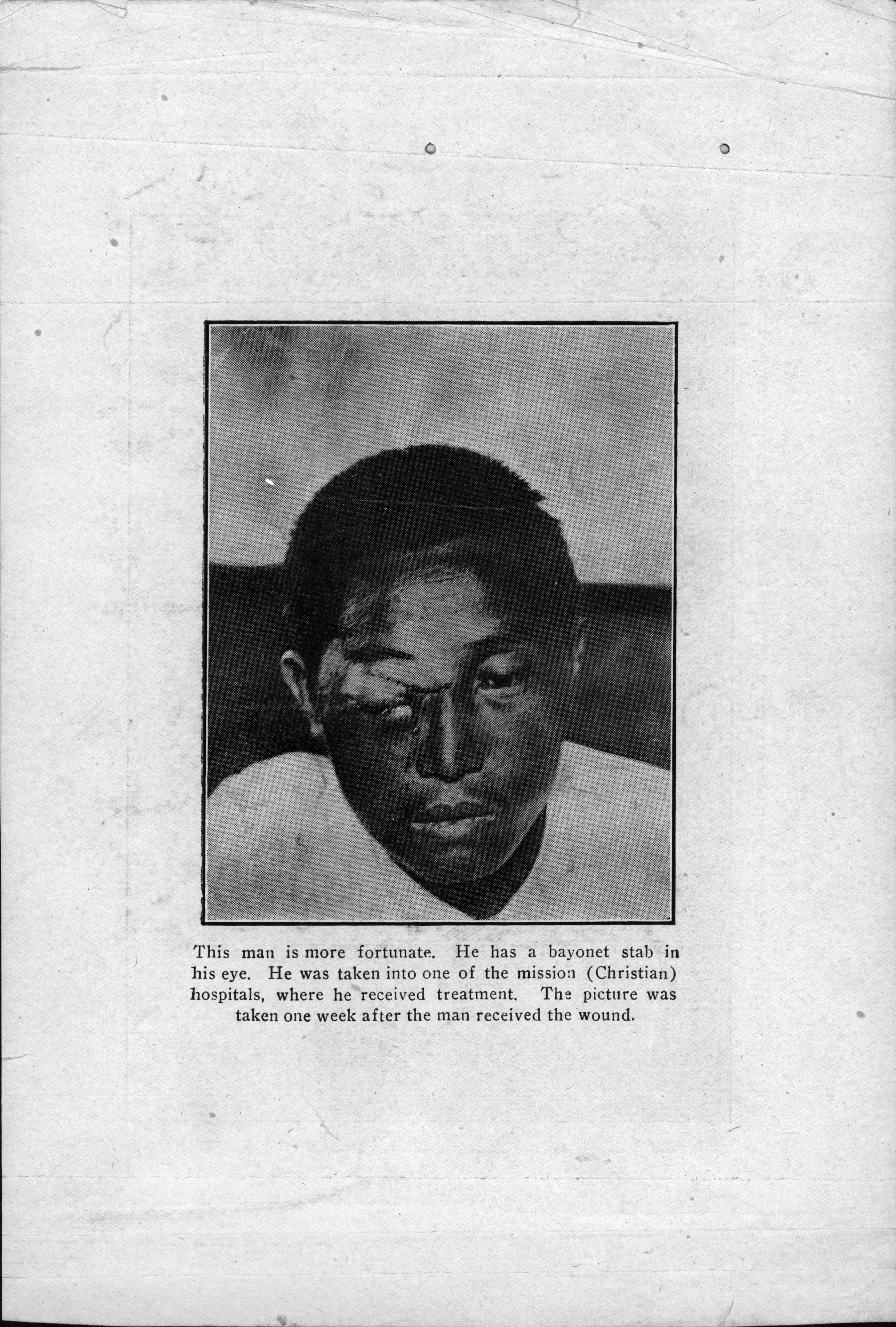
This man is more fortunate. He has a bayonet stab in this eye. He was taken into one of the mission (Christian) hospitals, where he received treatment. The picture was taken on week after the man received wound.(이 남자는 운이 좋다. 그는 눈이 총칼에 찔렸다. 그는 치료받고있던 선교병원에서 사진 찍혔다. 사진은 남자가 상처를 입은지 일주일 뒤에 찍혔다.)
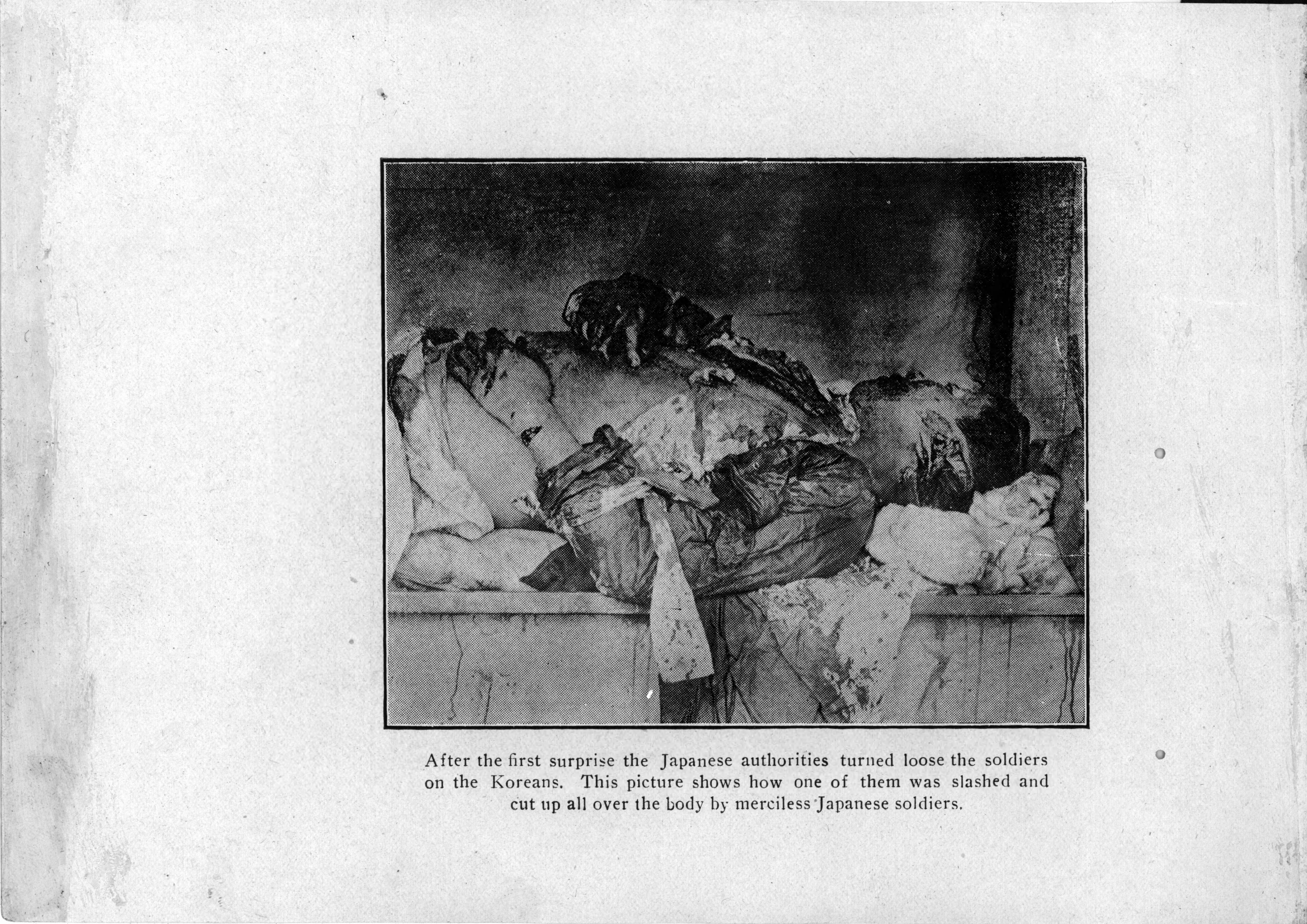
After the first surprise the Japanese authorities turned loose the soldiers on the Koreans. This picture shows how one of them was slashed and cut up all over the body by merciless Japanese soldiers.(일본 당국이 조선인을 공격한 첫번째 기습 후. 이 사진은 조선인 한명이 무자비한 일본군에 의해 어떻게 온몸이 베어지고 찔렸는지를 보여준다.)
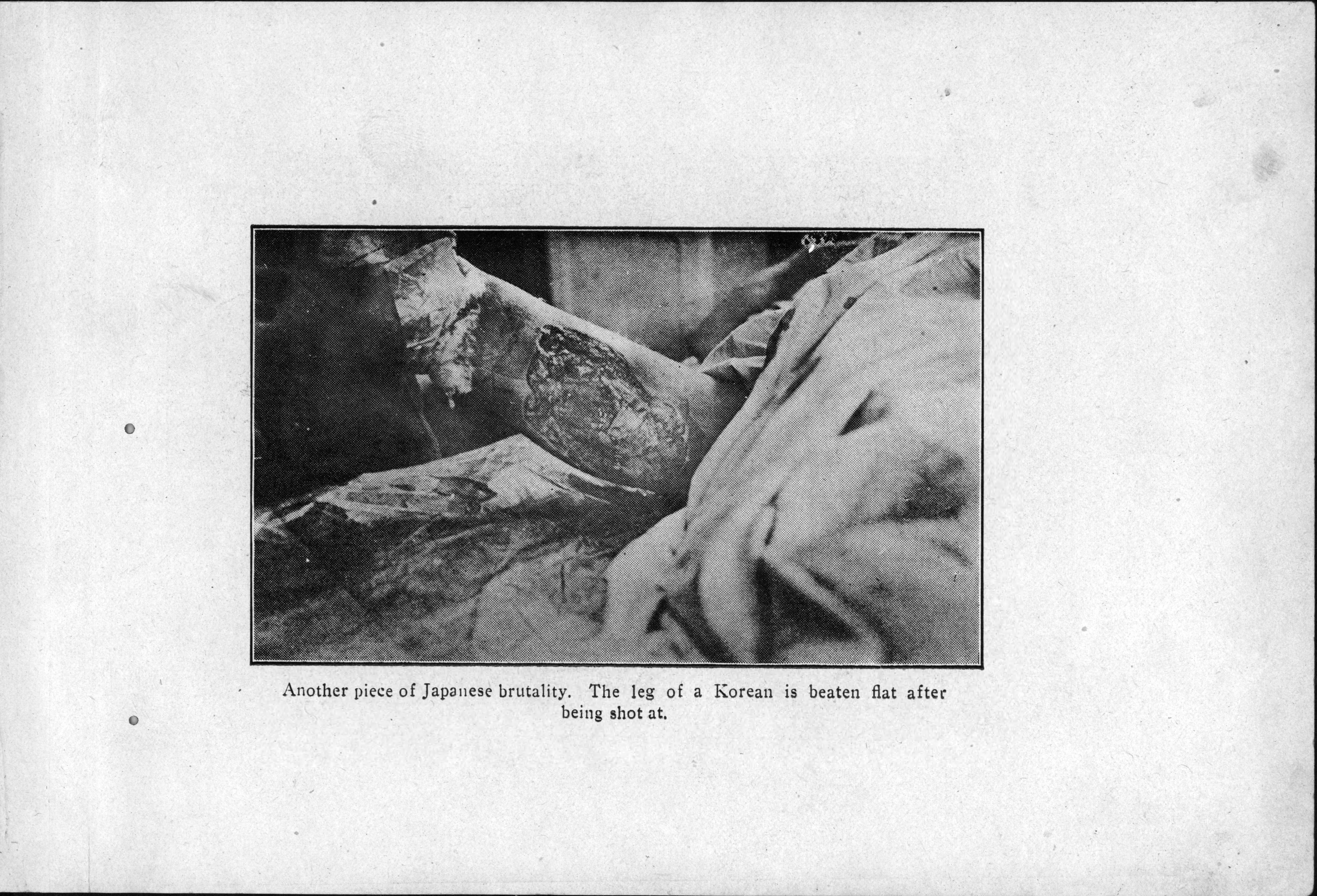
Another piece of Japanese brutality. The leg of a Korean is beaten flat after being shot at.(일본의 잔혹성의 또다른 부분. 한 조선인의 다리가 총에 맞은 뒤 납작하게 두들겨져있다.)
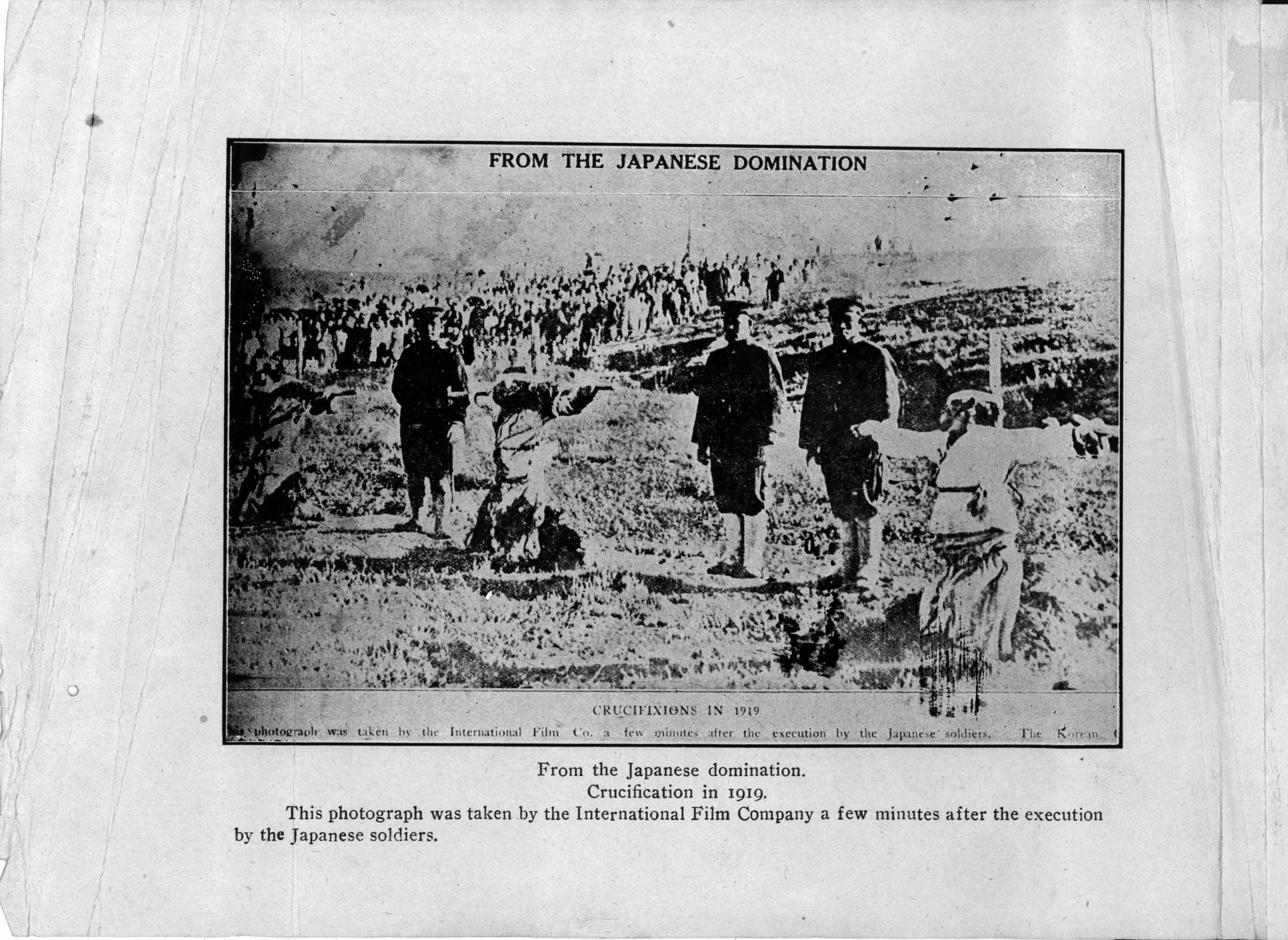
From the Japanese domination(일본의 지배로부터)

## 같이 보기
- 한국의 독립운동
- 삼일절
- 우드로 윌슨
- 대한민국 임시정부
- 신한청년당